# Камуфляж

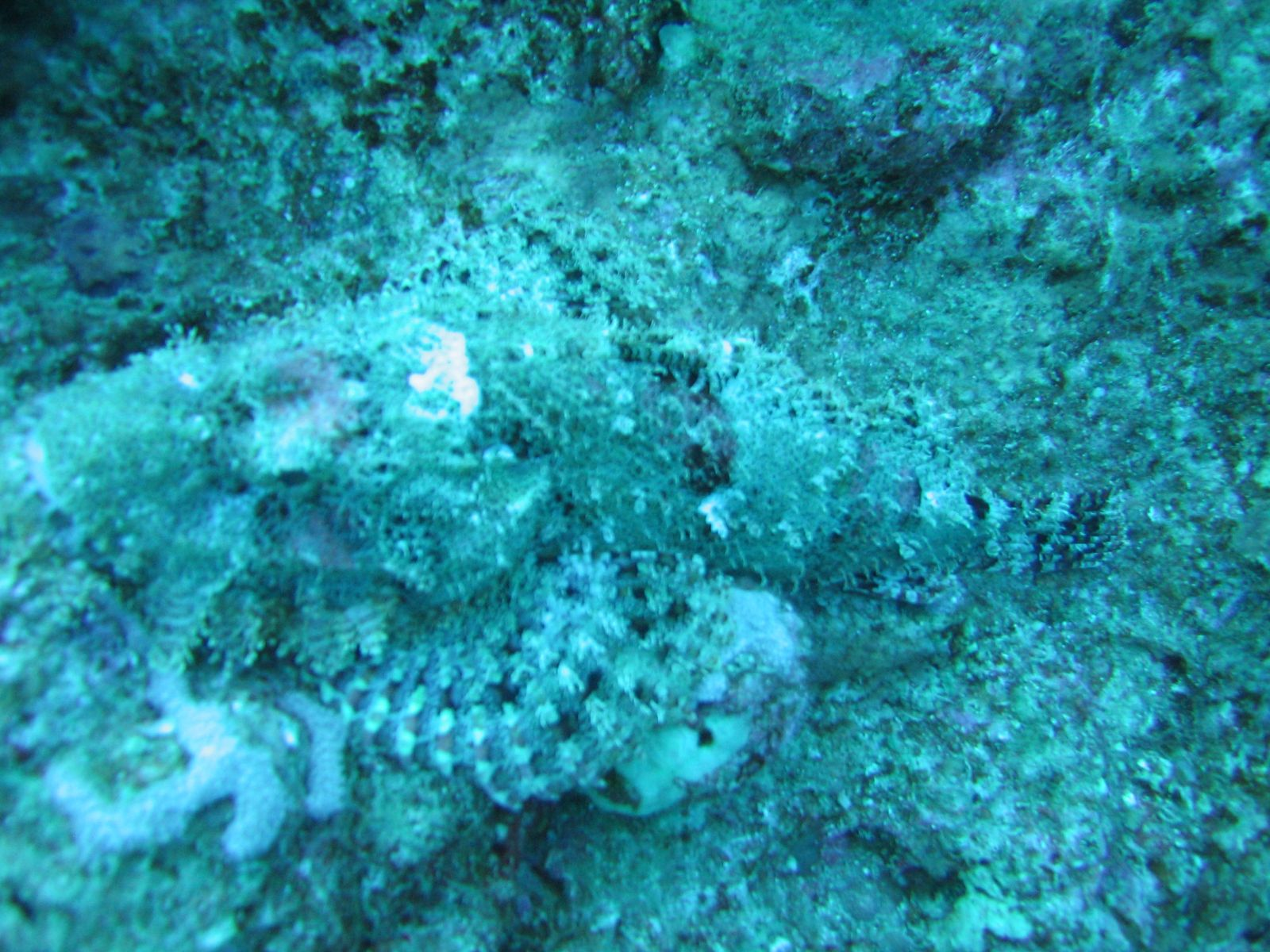
… а при природному освітленні її просто не видно

Камуфля́ж (фр. camouflage — «маскування») — використання будь-якої комбінації матеріалів, забарвлення чи освітлення для приховування тварин або предметів, як шляхом їх злиття з навколишнім середовищем, так і шляхом маскування їх під щось інше. Приклади включають плямисту шерсть леопарда, бойовий однострій сучасних солдат та крила листоподібних справжніх коників. Ще один, третій підхід — сліпучий камуфляж, що збиває спостерігача з пантелику яскравим малюнком, який робить об'єкт добре помітним але ускладнює визначення його справжньої форми та напрямку руху. Більшість відомих камуфляжів застосовують такі методи як крипсис (що зазвичай забезпечує злиття із навколишнім фоном), висококонтрастне деформаційне забарвлення, усунення тіні та контрзатінення. У відкритому океані на тлі одноманітного фону основними методами камуфляжу є прозорість, сріблення та контрзатінення, тоді як здатність виробляти світло, серед іншого, використовують для контросвітлення нижньої частини головоногих молюсків, таких як кальмари. Деякі тварини, наприклад хамелеони та восьминоги, здатні активно змінювати колір та малюнок на шкірі як для маскування, так і для сигналізації. Можливо, деякі рослини використовують камуфляж, щоб уникнути поїдання травоїдними.

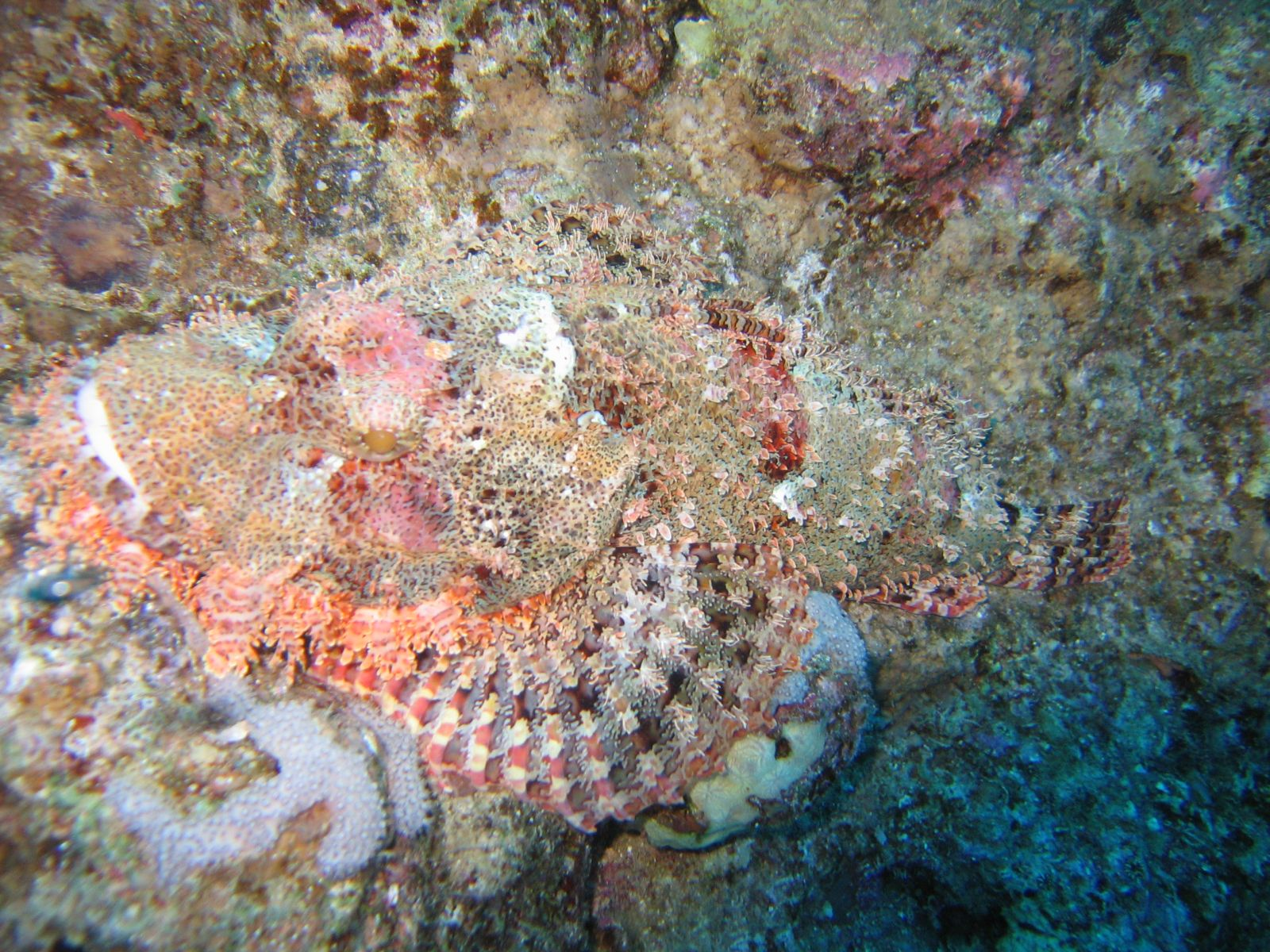
Риба-камінь в Червоному морі. Навіть при штучному освітленні її нелегко знайти …

Застосування камуфляжа військовими спричинило зростанням дальності та точності вогнепальної зброї в XIX столітті. Зокрема, заміна неточного мушкета на гвинтівку зробила особисте приховування в бою навиком виживання. У XX столітті військовий камуфляж стрімко розвивався, особливо під час Першої світової війни. На суші такі художники, як Андре Мар, розробили схеми камуфляжу та спостережні пости, замасковані під дерева. У морі торговельні судна та військові кораблі були розмальовані сліпучими візерунками, які були добре помітні, але призначені для того, щоб заплутати ворожі підводні човни щодо швидкості, дальності та курсу цілі. Під час і після Другої світової війни для літаків і наземної техніки на різних театрах військових дій використовували різноманітні схеми камуфляжу. Використання радарів з середини XX століття значною мірою зробило камуфляж для військових літаків застарілим.
Використання камуфляжу в невійськових цілях включає вишки стільникового зв'язку, які за допомогою камуфляжа під дерева роблять менш нав'язливими. мисливський одяг, який полегшує маскування при полюванні на обережних мисливських тварин. Похідні від військового камуфляжу візерунки часто використовують в модному одязі, що експлуатує їх сильний дизайн, а іноді і їх символізм. Теми камуфляжу повторюються в сучасному мистецтві, як у переносному, так і в прямому сенсі наукової фантастики та літератури.

## Принципи дії
Камуфляж досягтається завдяки використанню різних методів. Більшість методів допомагають стати непомітним, «злитись» з фоном навколишнього середовища, але такі методи як мімезис і засліплення рухом надають захист, не приховуючи наявність самого об'єкту. Різні методи камуфляжа можуть застосовуватися окремо або в комплексі з іншими. Більшість механізмів є візуальними, але проводились дослідження використання методів проти нюхового (аромат) і акустичного (звукового) виявлення. Аналогічні методи також можуть застосовуватися до військового спорядження та техніки.

### Злиття з оточенням (криспис)
Окрас деяких тварин нагадує той чи інший природний фон. Це важливий компонент, що дозволяє маскування в будь-якому середовищі. Наприклад, папуги, що мешкають на деревах, переважно зелені; вальдшнепи, що мешкають серед лісової підстилки мають коричневі крапки, а очеретяні бугаї мають смуги бежевого та коричневого кольоруі, у кожному випадку забарвлення тварини відповідає кольоровій гамі її середовища існування. Подібним чином майже всі пустельні тварини забарвлені в піщаний, жовто-коричневий, охристий і коричнево-сірий відтінки, незалежно від того, чи це ссавці, як піщанка чи лисиця фенек, птахи, як пустельний жайворонок чи рябчик, чи рептилії, як сцинк чи рогата гадюка. Військові однострої також загалом за своєю кольоровою гамою відповідають природному чи урбаністичному оточенню, в якому їх використовують. Першиий військовий камуфляж — однострої кольору «хакі» були запроваджені в XIX столітті для англійських військових у Південній Азії, відповідно до поширених там кольорів.

Багато видів молі демонструють індустріальний меланізм, тобто зміну власного кольору відповідно до зміни навколишнього середовища у зв'язку із його забрудненням через індустріалізацію, зокрема п'ядун березовий, який має колір, що зливається з корою дерев. Забарвлення цих комах змінювалося між 1860 і 1940 роками відповідно до зміни кольору стовбурів дерев, на яких вони проводять час, від блідого і плямистого до майже чорного в забруднених промисловістю районах . Зоологи розглядають це доказом того, що камуфляж знаходиться під впливом природного відбору, а також демонструє, що він змінюється там, де необхідно, щоб нвідповідати місцевому фоновому забарвленню.

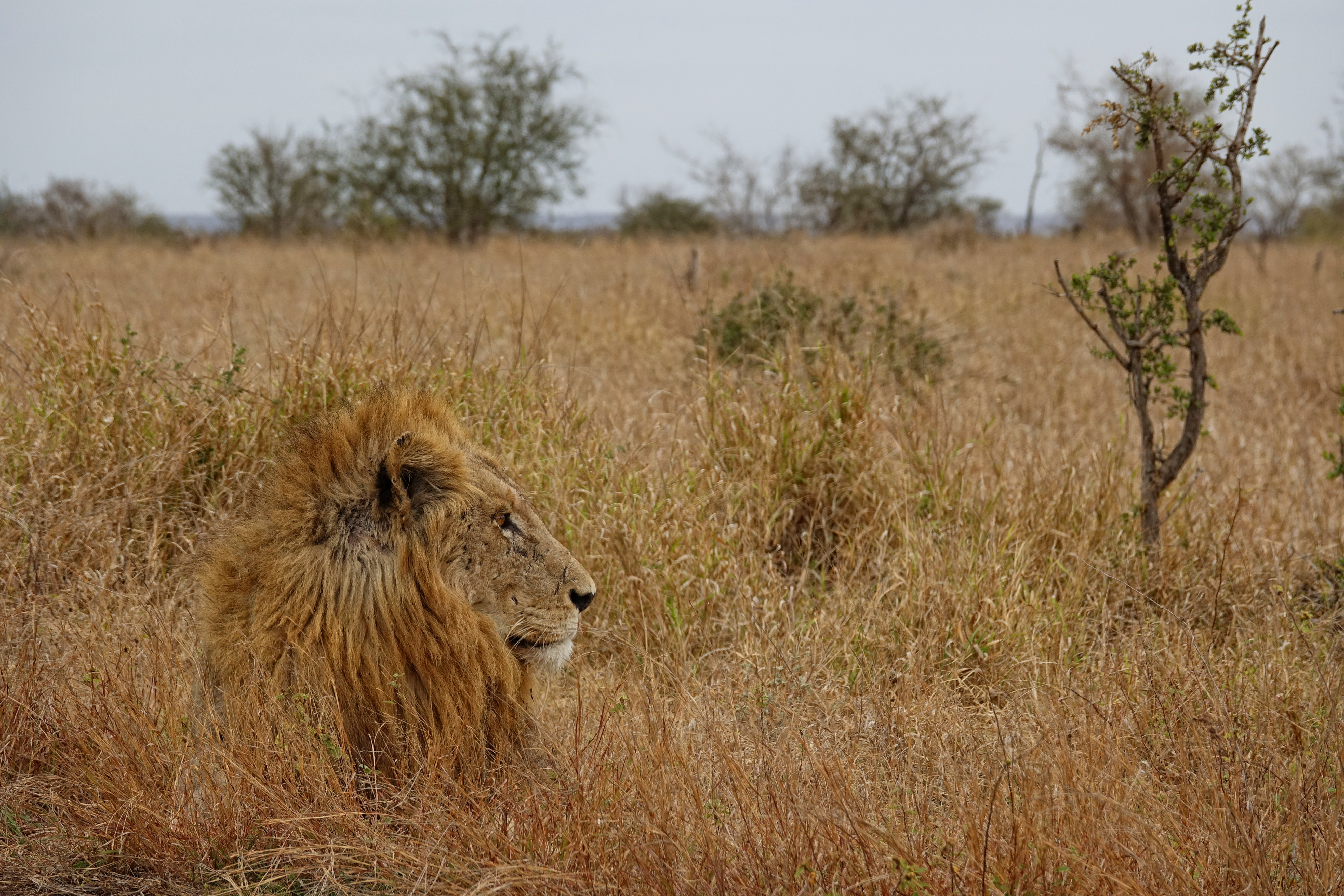
Лев у Національному парку Крюгера, Південна Африка, зливається з високою травою
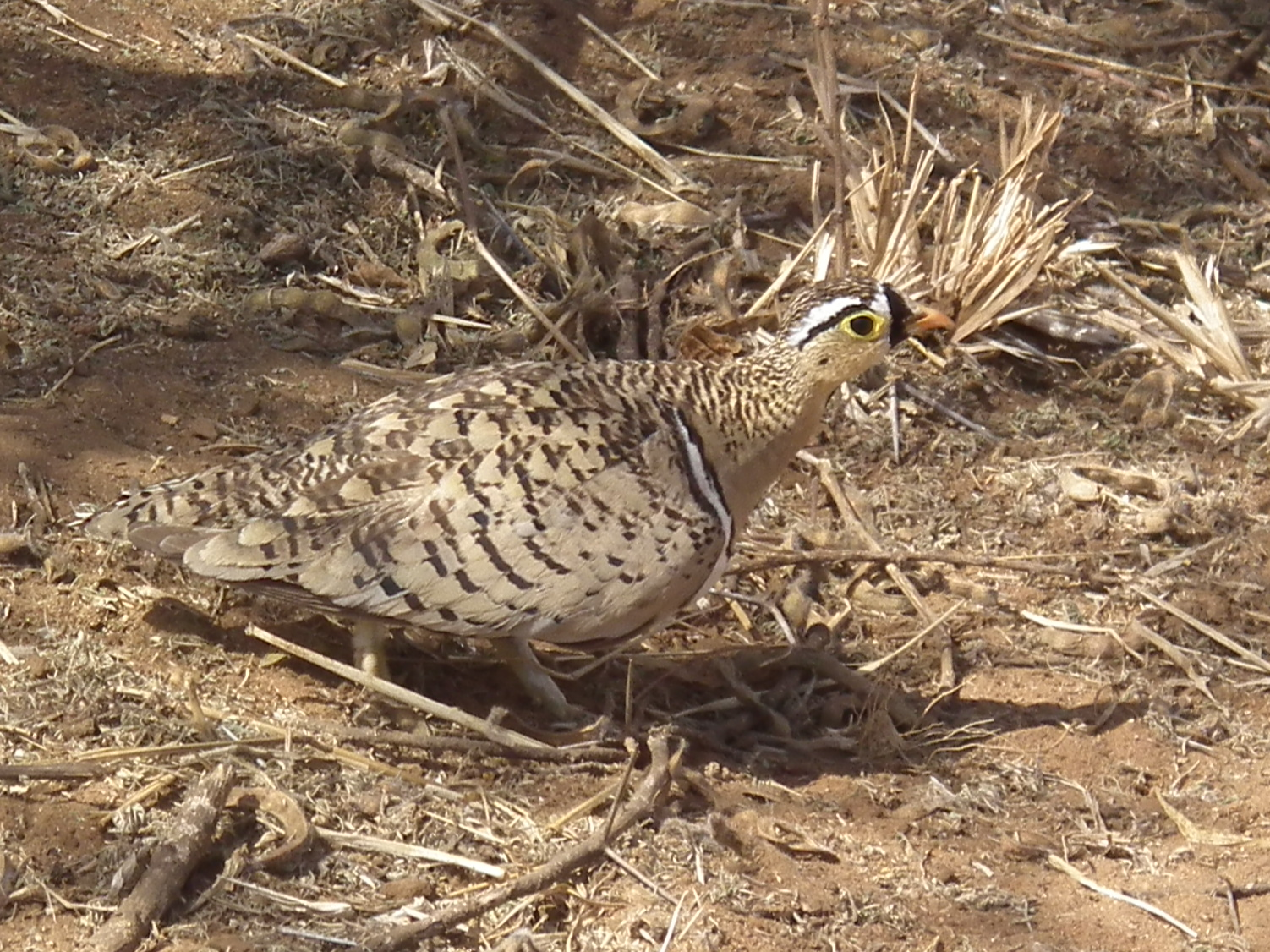
Рябок кенійський забарвлений як фон пустелі.
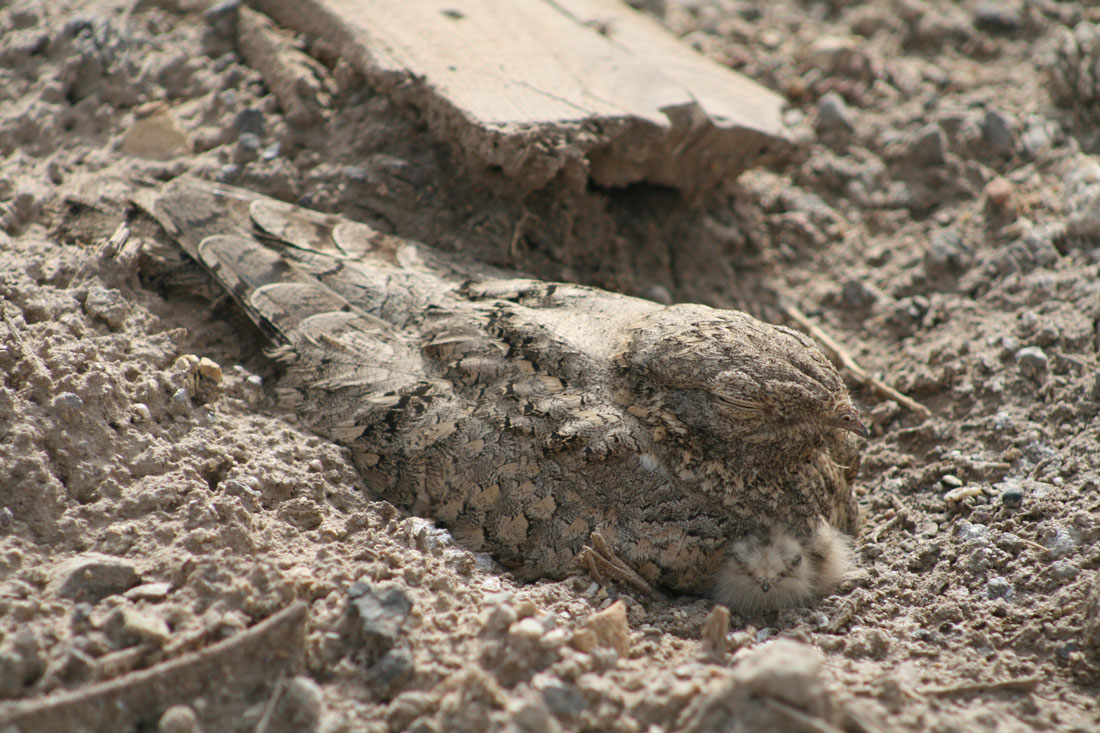
Дрімлюга буланий гніздиться на відкритому піску, захищаючи його лише замаскованим оперенням.
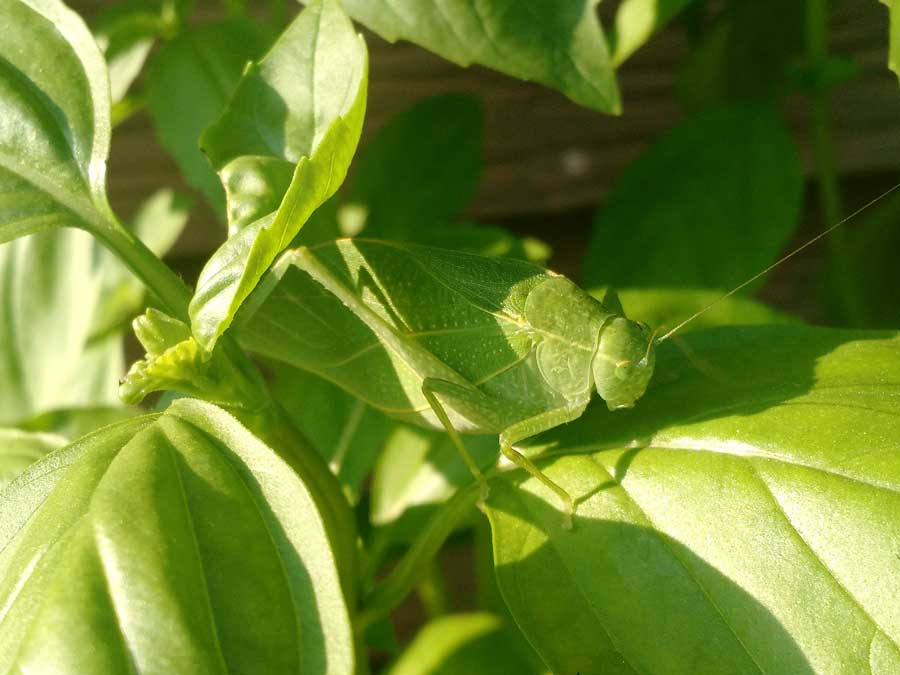
Яскраво-зелений коник має колір свіжої рослинності.

### Деформаційне забарвлення
Деформаційне забарвлення використовує висококонтрастні плями чи смуги, щоб зруйнувати звичні оку цілісні контури тварини чи військового об'єкту або приховати характерні риси, особливо шляхом маскування очей, як у трав'яної жаби. Хижаки, такі як леопард, використовують деформаційний камуфляж, щоб непомітно наблизитися до здобичі, тоді як потенційна здобич використовує його, щоб уникнути виявлення хижаками. Деформаційний камуфляж широко використовується військовими, як для військових одностроїів, так і для військової техніки. Однак наявність деформаційного камуфляжу не завжди саме по собі досягає ефективного маскування, оскільки тварина чи військовий об'єкт можуть бути видані іншими факторами, такими як об'ємна форма, блиск і тінь.
Сама по собі наявність контрастних плям чи смуг на шкірі не доводить, що тварина покладається на камуфляж, оскільки це залежить від її поведінки. Наприклад, незважаючи на те, що жирафи мають висококонтрастний малюнок, який може бути деформаційним забарвленням, дорослі особини дуже помітні, коли знаходяться на відкритому просторі. Деякі автори стверджують, що камуфляж дорослих жираф є надзичайно ефективним, коли вони стоять серед дерев і кущів, де їх важко побачити навіть на відстані кількох метрів. Однак в той же час дорослі жирафи більше покладаються для защити від хижаків більше на свій розмір і здатність захищатися, навіть від левів, а не на маскування. Інше пояснення полягає в тому, що молоді жирафи набагато більш вразливі до хижаків, ніж дорослі. Більше половини всіх дитинчат жирафів гине протягом року, і матері жирафів ховають своїх щойно народжених дитинчат, які проводять більшу частину часу лежачи в укриттях, поки їх матері не годують. Матері повертаються раз на день, щоб погодувати телят молоком. Оскільки присутність матері поруч не впливає на виживання, стверджується, що ці молоді жирафи повинні бути дуже добре замасковані; це підтверджується тим, що сліди шерсті сильно успадковуються.

Можливість камуфляжу у рослин була мало вивчена до кінця XX століття. Строкатість листя з білими плямами може служити камуфляжем у рослин лісового підліску, де є плямистий фон, оскільки плямистість листя пов'язана із закритими місцями існування. Теоретично деформаційний камуфляж мав би надавати еволюційну перевагу для рослин, оскільки допомагав би їм уникнути поїдання травоїдними тваринами. Інша можливість полягає в тому, що деякі рослини мають різне забарвлення листя на верхній і нижній поверхнях або на таких частинах, як жилки та стебла, щоб зробити помітнішими на них травоїдних комах суцільного зеленого кольору, сприяючи їх поїданню хижаками. Ці гіпотези ще підлягають подальшій перевірці.

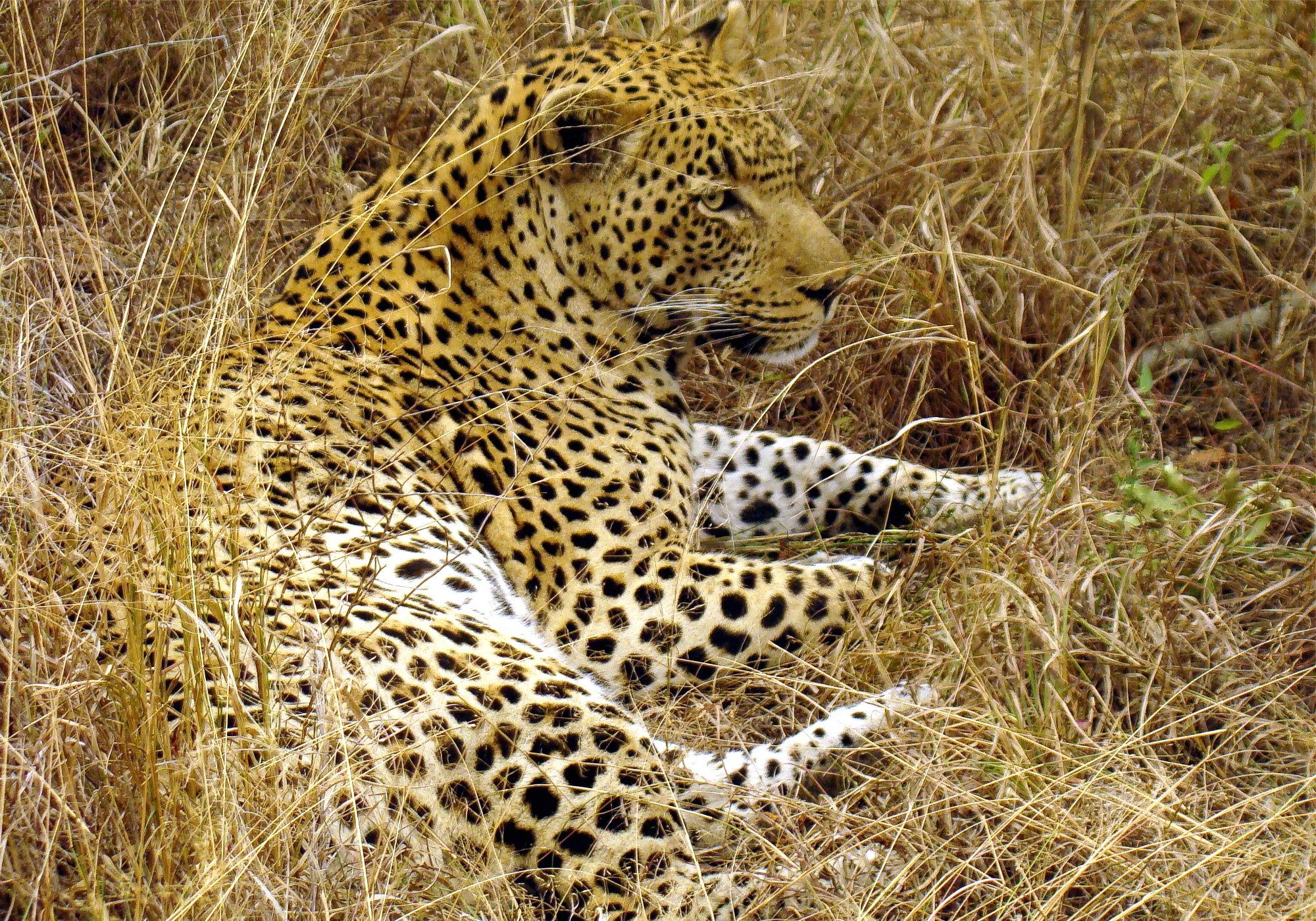
Леопард: хижак з деформаційним камуфляжем
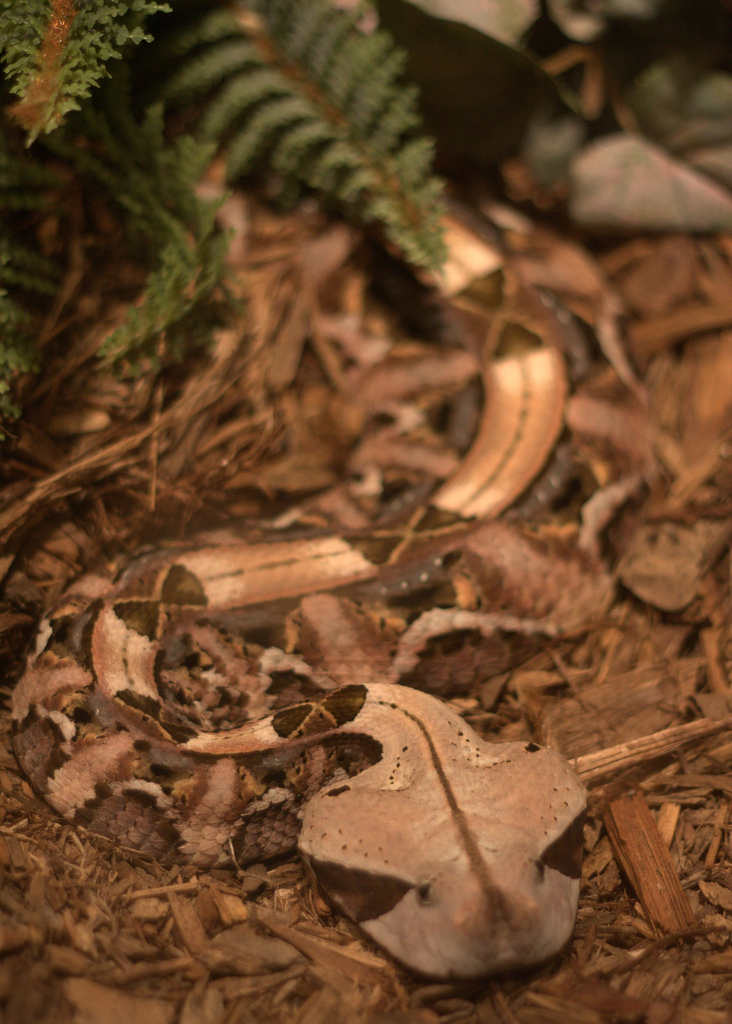
Дуже контрастні плями габонської гадюки надзвичайно деформаційні.
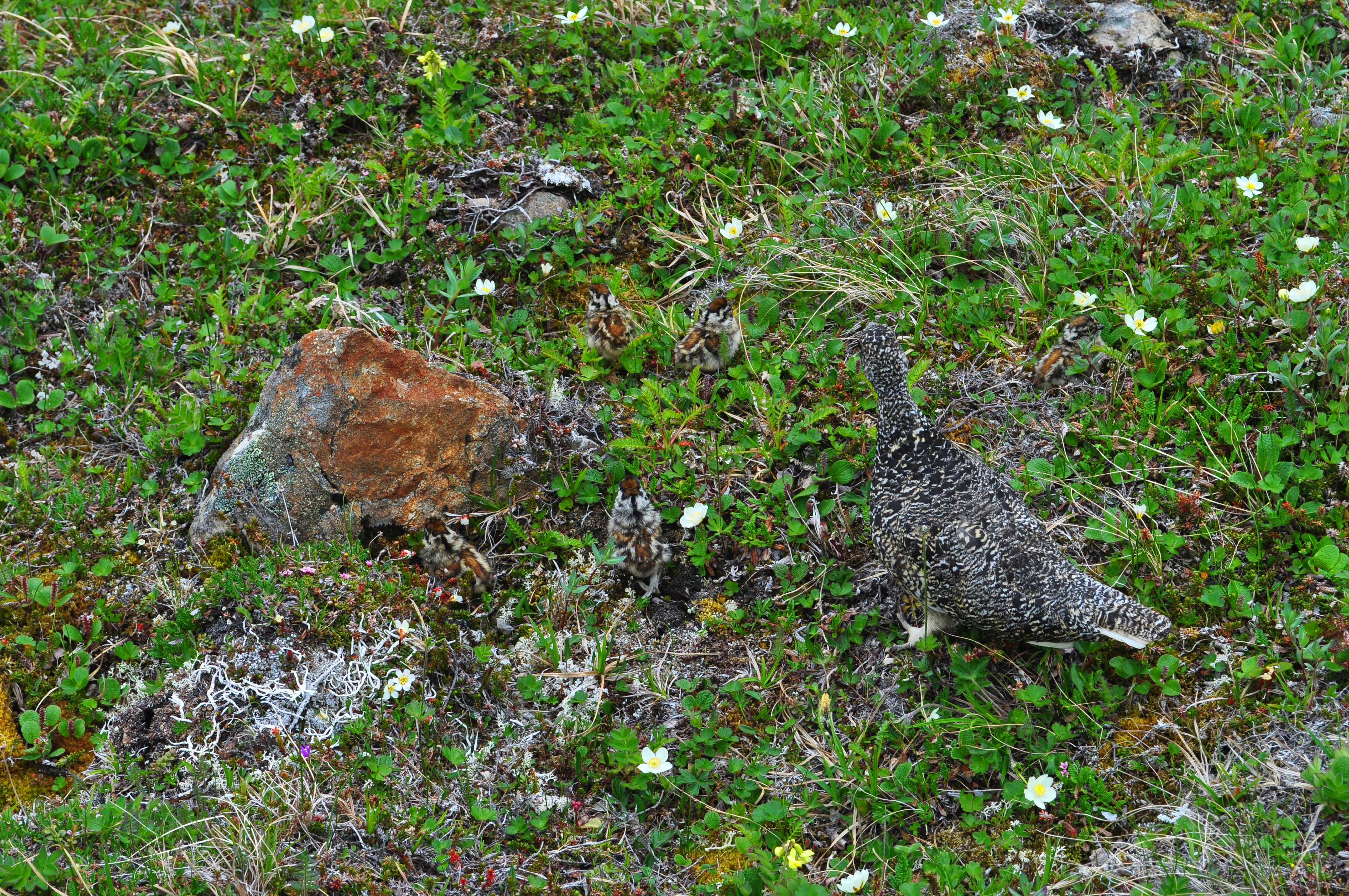
Біла куріпка та п’ять її пташенят демонструють винятковий деформаційний  камуфляж
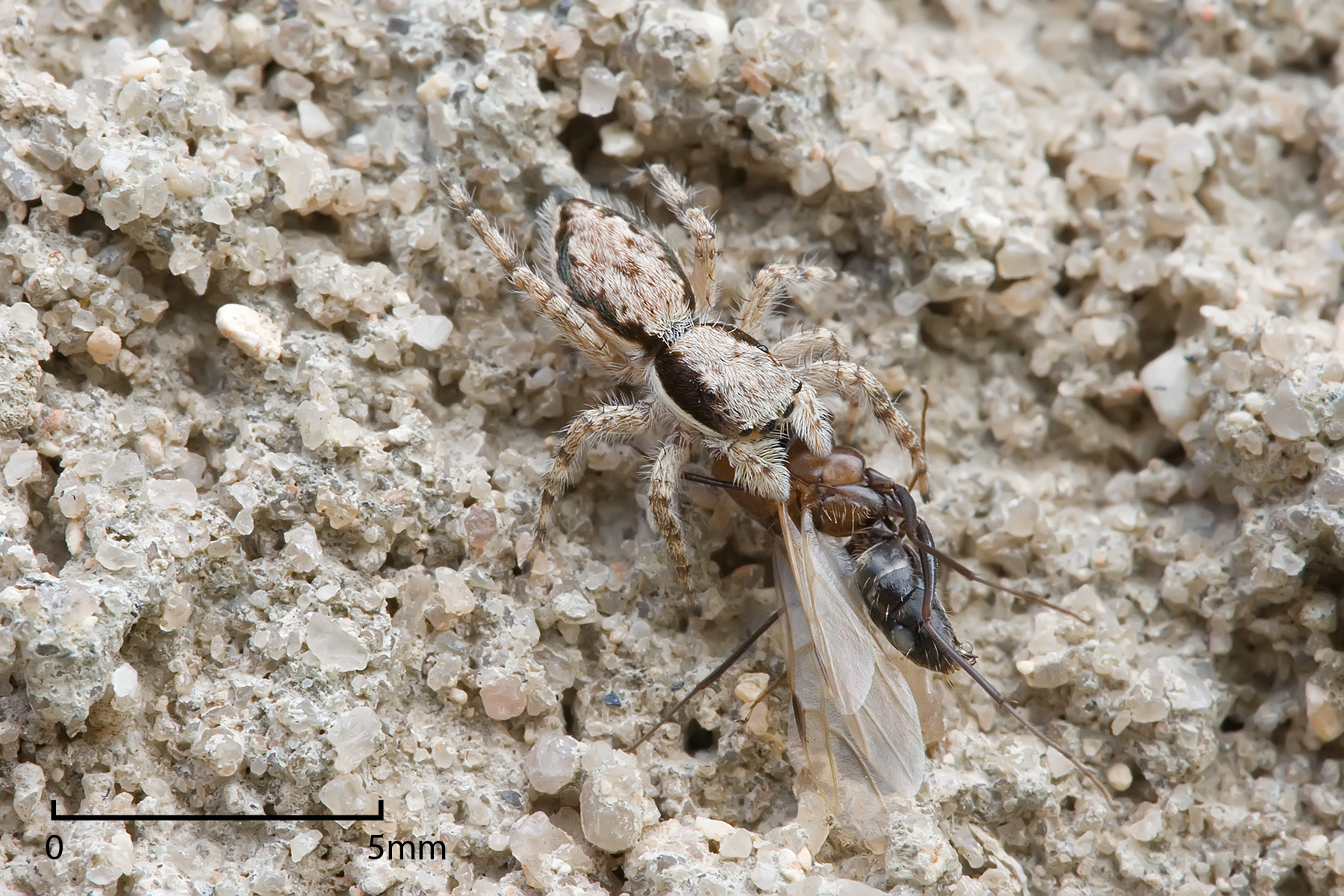
Павук-стрибун: безхребетний хижак з деформаційним камуфляжем
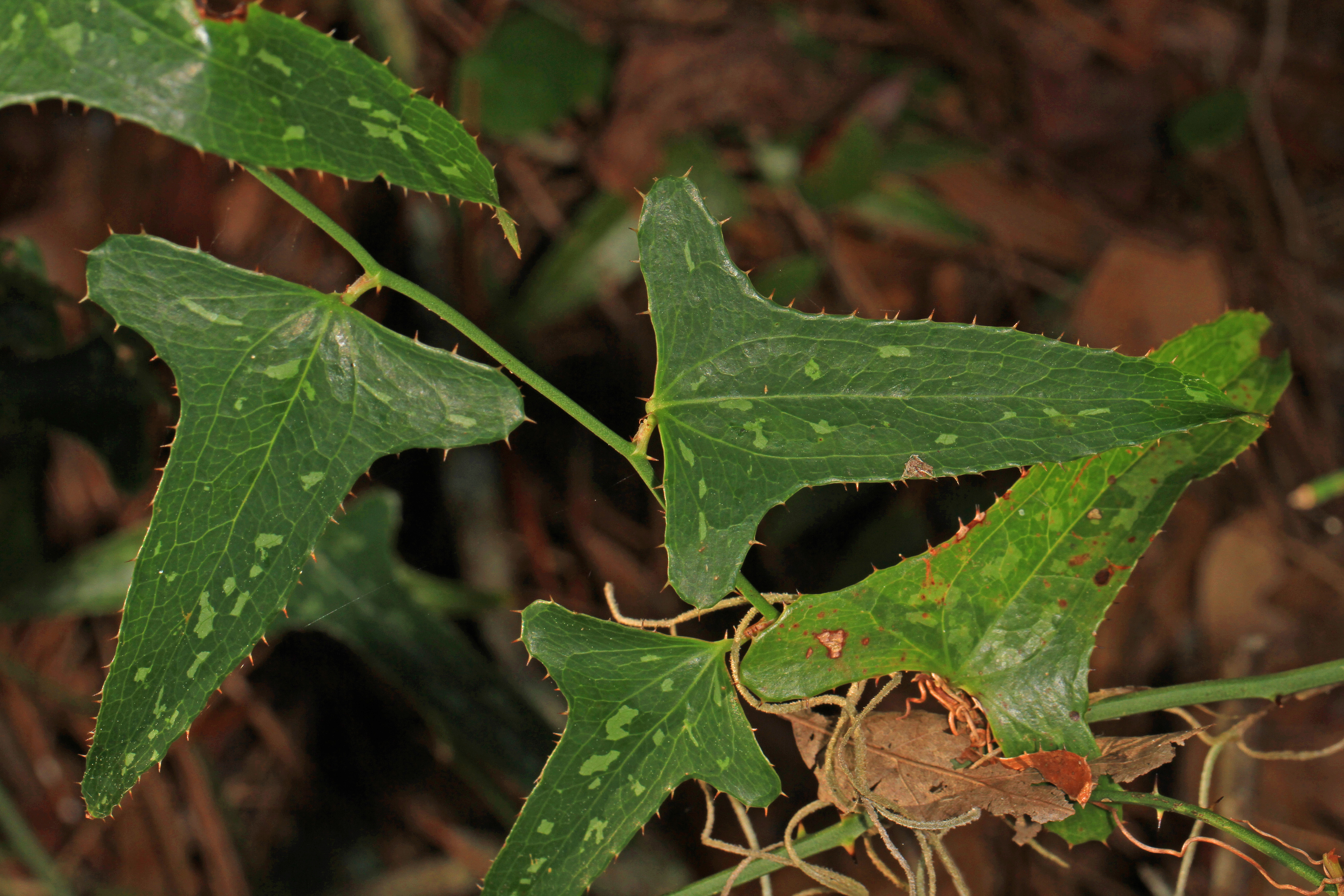
Багато рослин підліску, як-от Smilax bona-nox, мають бліді плями, що можливо є  деформаційним камуфляжем
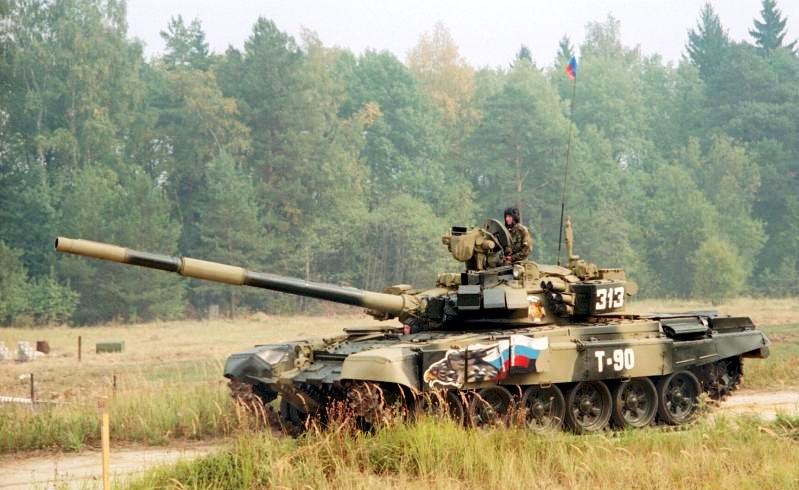
Російський танк Т-90 з деформаційним камуфляжем

### Усунення тіні

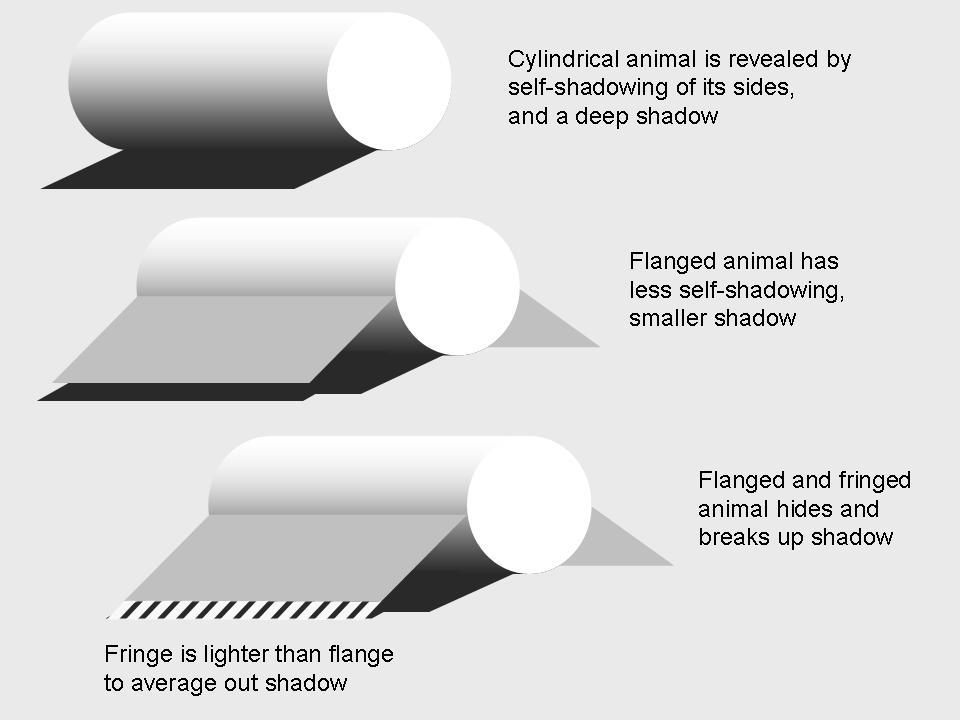
Навіть замасковані об'єкти легко видаються своїми формами та тінями. Бічні фланці та бахрома дозволяють усунути ефект тіні

Навіть ідеально замасковані під оточуючий фон тварини чи військові об'єкти можуть бути виявлена завдяки тіні, яку вони відкидають. Деякі тварини, такі як рогаті ящірки Північної Америки, розробили складні засоби для усунення тіні. Тіла у них сплощені і стоншуються по боках. Більшість часу рогаті ящерки притискаються тілом до землі, а їхні стоншені до землі боки оточують білі лусочки, які ефективно приховують або порушують будь-які тіні, що ще залишаються навколо тіла. Гіпотеза про те, що форма тіла пустельних рогатих ящірок пристосована саме для мінімізації тіні, підтверджується одним видом, у якого відсутня щетиниста луска по боках — круглохвостою рогатою ящіркою, яка живе в скелястій місцині і маскується не під пласку поверхню пустині без тіней, а під об'ємні камінці, що відкидають різку тінь. Коли ці ящерки відчувають загрозу, вони роблять себе максимально схожим на камінчик, вигинаючи спину і підкреслюючи тінню свою об'ємну форму, а не приховуючи її, як це роблять рогаті ящерки в пустелі.
Деякі види метеликів, такі як осадець Егерія (Pararge aegeria), мінімізують свої тіні під час перебування в нерухомому стані за рахунок того, що розміщують своє тіло у напрямку до сонця, так що тінь від складених крил стає тонкою малопомітною смужкою, а не широкою плямою, якою вона б була у випадку, якщо б сонце знаходилось збоку комахи. Подібним чином деякі птахи, що гніздяться на землі, зокрема дрімлюга звичайний, розміщують своє тіло на землі в напрямку до сонця.

Усунення тіні було визначено як принцип військового камуфляжу під час Другої світової війни.

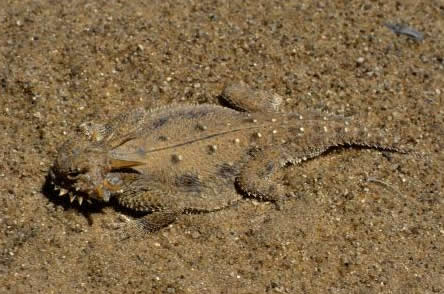
Тіло плоскохвостої рогатої ящірки сплюснуте й має бахрому, щоб мінімізувати її тінь.
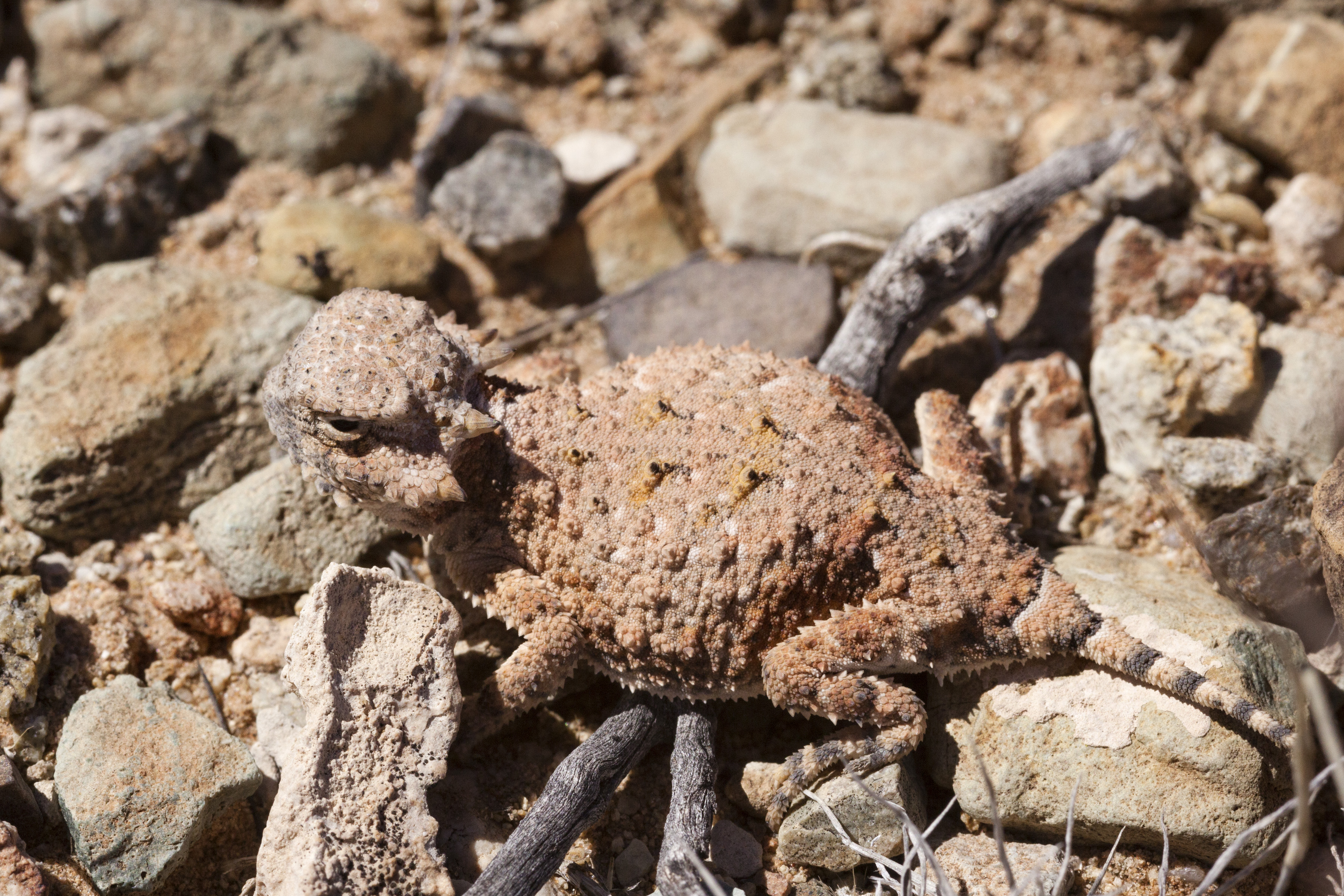
Тіло круглохвостої рогатої ящірки об'ємне, що максимально підкреслюється тінню, яке воно відкидає.
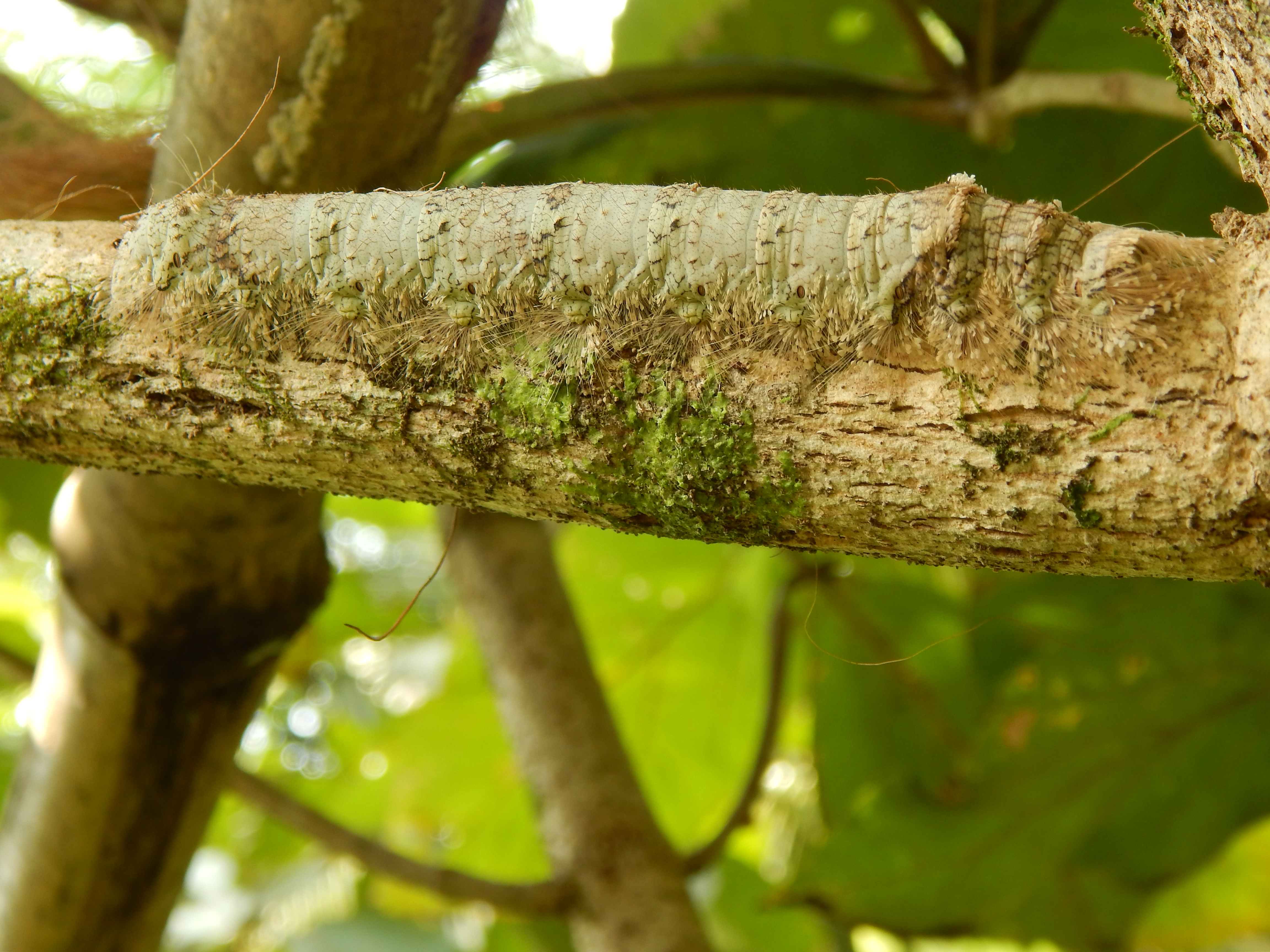
За допомогою щетинистої бахроми по краях гусінь приховує свою тінь і зливається з гілкою.
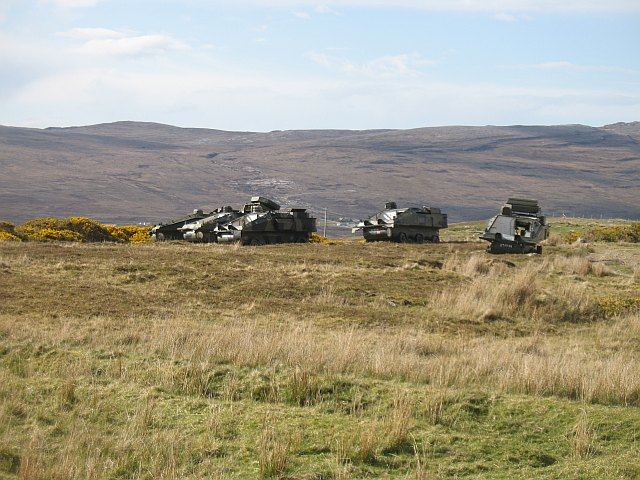
"Форма, блиск та тінь" роблять ці "закамуфльовані" військові машини легко помітними
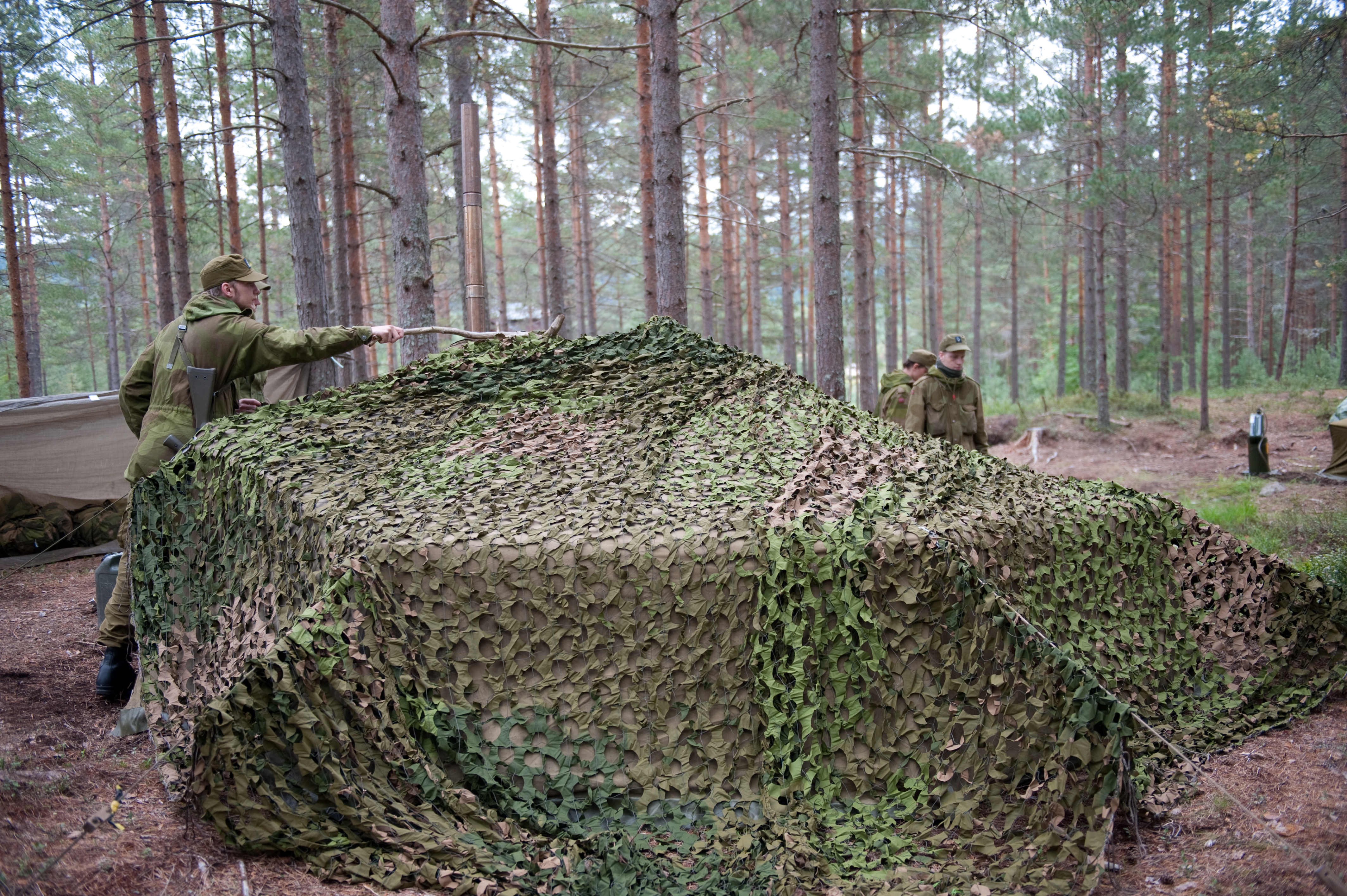
Камуфляжна сітка  натягується в сторони під кутом, щоб зменшити тінь від військового об'єкту

### Контрзатінення

Контрзатінення діє як форма камуфляжу, «зафарбовуючи» власне природне затінення тіла чи об'єкта. В результаті створюється «плаский» вигляд тіла, замість його звичного природного «об'ємного» вигляду.

Контрзатінення, або закон Теєра — метод природного камуфляжа, при якому забарвлення тварини темніше на її зазвичай освітленій соцем верхній стороні та світліше на нижній, зазвичай затемненій стороні тіла, що дозволяє усунити або порушити ефект природної тіні і робить тварину майже непомітною на відповідному фоні. Називається на честь Еббота Гендерсона Теєра, що дослідив цю закономірність у багатьох видів ссавців, рептилій, птахів, риб і комах, як у хижаків, так і у їх потенційної здобичі. На відміну від схожого активного метода камуфляжа — контросвітлення, контрзатінення є пасивним методом камуфляжа, при якому для усунення природного ефекту затінення використовують лише пігментне забарвлення, нанесення фарби на техніку або наявність меланіну в шкірі тварин.
Контрзатінення використовує градієнтний колір, щоб нейтралізувати ефект природного самозатінення, створюючи ілюзію рівності. Самозатінення робить тварину темнішою знизу, ніж зверху, від світлого до темного; countershading «фарбує» тони, які є найтемнішими зверху, найсвітлішими знизу. Теєр зауважив, що «тварини намальовані природою найтемнішими в тих частинах, які, як правило, найбільше освітлюються світлом неба, і навпаки». Затінення широко використовують наземні тварини, як-то газелі та коники; морські тварини, такі як акули та дельфіни і птахи, такі як бекас і дуплянка.
У військовій справі контрзатінення використовували для маскування літаків. Затінення рідше використовують для військового камуфляжу, незважаючи на експерименти Другої світової війни, які показали його ефективність. Англійський зоолог Х'ю Котт заохочував використання методів, включаючи контрзатінення, але, незважаючи на свій авторитет у цьому питанні, не зміг переконати британську владу. Солдати часто помилково сприймали маскувальну сітку як різновид плаща-невидимки, і їх потрібно було навчити дивитися на камуфляж практично, з точки зору ворожого спостерігача. У той же час в Австралії зоолог Вільям Джон Дакін порадив солдатам копіювати методи тварин, використовуючи їхні інстинкти для маскування під час війни.

Термін контрзатінення має друге значення, не пов'язане із «законом Теєра». Справа в тому, що верх і низ тварин, таких як акули, і деяких військових літаків, мають різні кольори, щоб відповідати різному фону, якщо дивитися зверху або знизу. У цьому випадку камуфляж складається з двох поверхонь, кожна з яких виконує просту функцію приховування на певному тлі, наприклад, на яскравій водній поверхні чи небі. Тіло акули або фюзеляж літака не змінюється від світлого до темного, щоб виглядати плоскими, якщо дивитися збоку. Використовувані методи камуфляжу — це підбір фонового кольору та малюнка, а також порушення контурів.

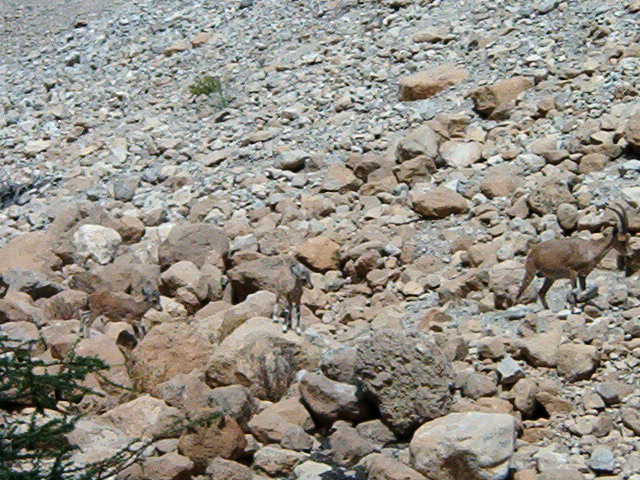
Три диких козла з контрзатіненням, майже непомітних в ізраїльській пустелі
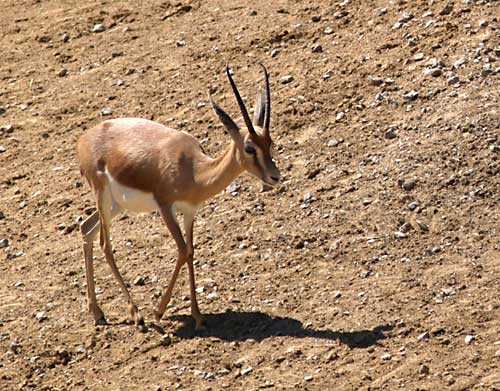
Газель доркас (Gazella dorcas) з контрзатіненням
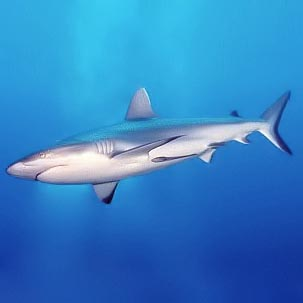
Контрзатінена сіра рифова акула, Carcharhinus amblyrhynchos
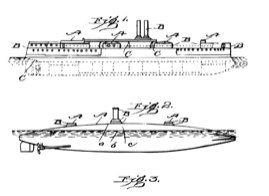
Корабель та підводий човен в заявці на патент Еббота Теєра в 1902 році
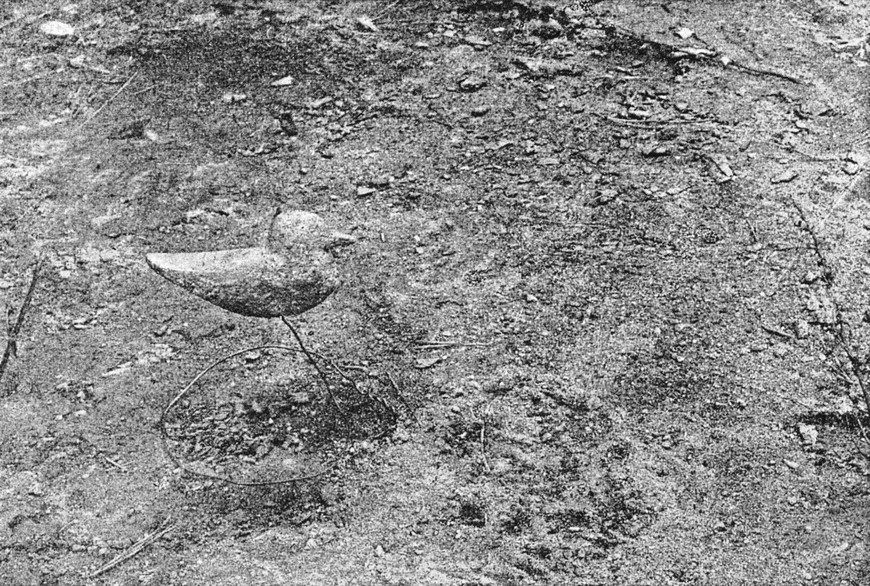
Дві моделі птахів, намальовані Тайєром: ліворуч намальовані фоновими кольорами, праворуч заштриховані та майже невидимі
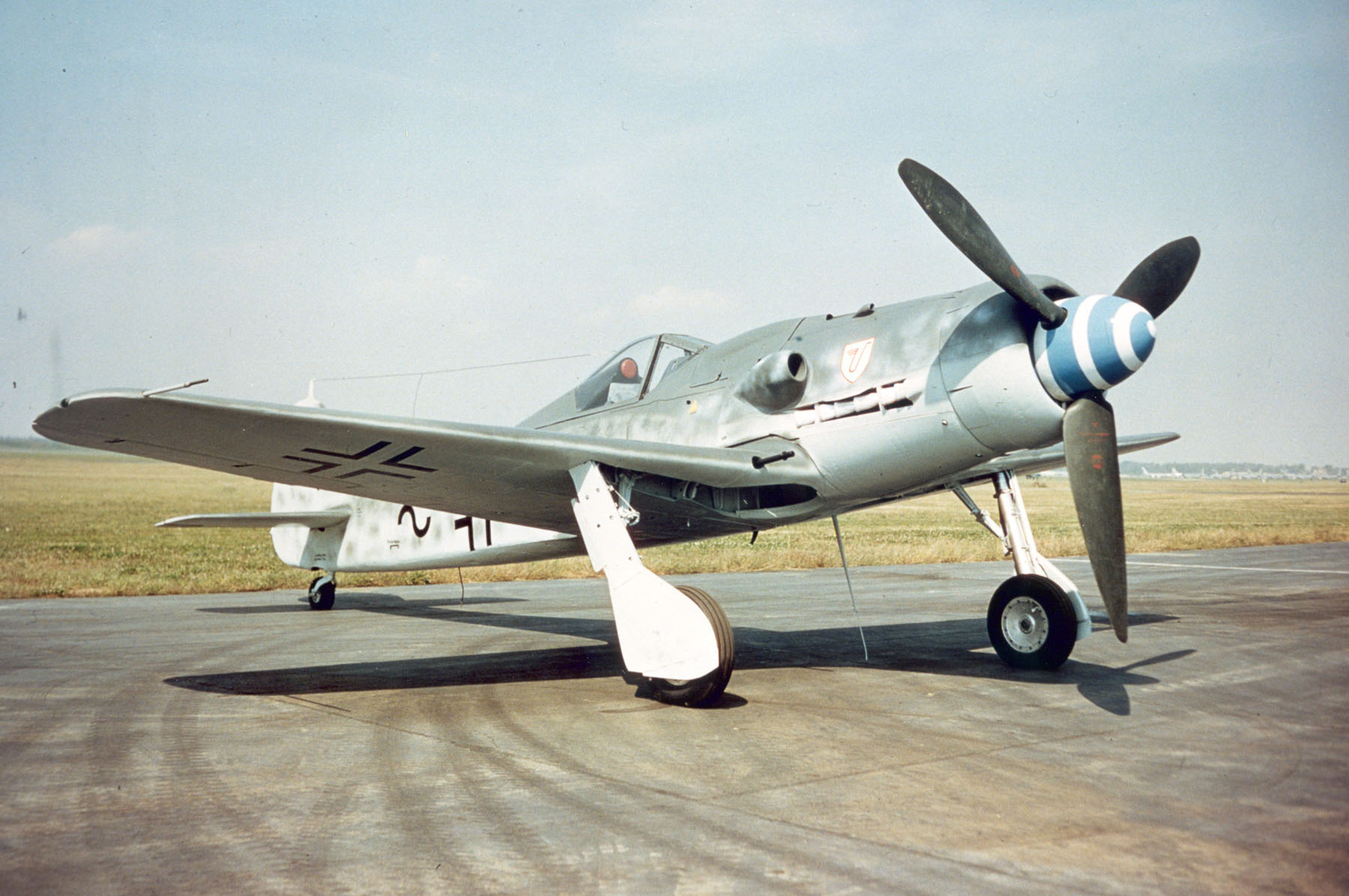
Німецький Focke-Wulf Fw 190D-9 з контрзатіненням

### Контросвітлення

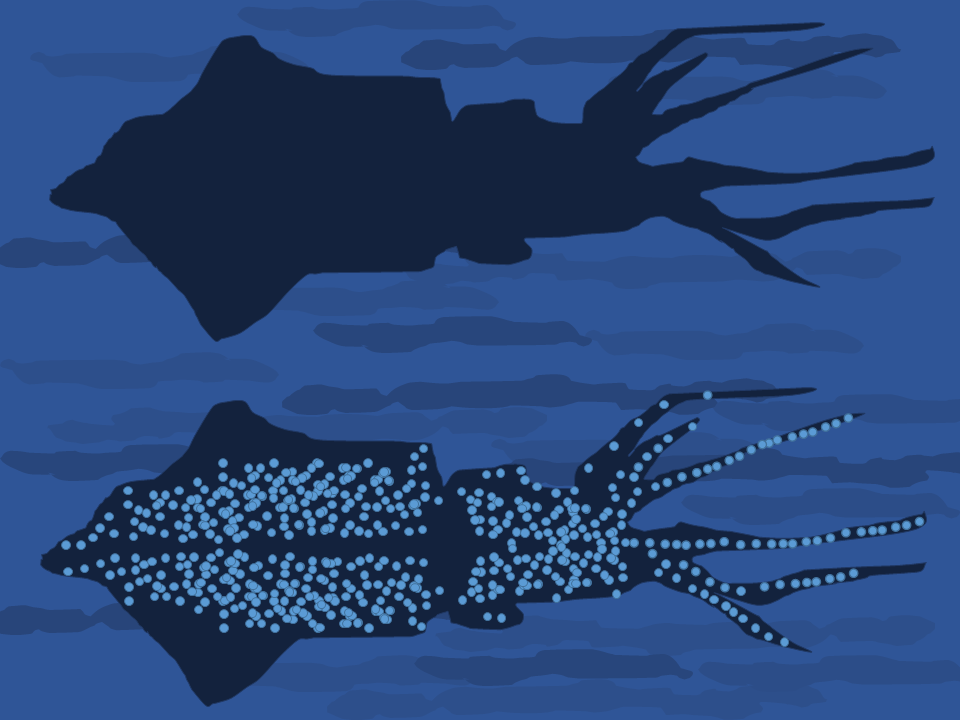
Принцип роботи контросвітлення у кльмара-світлячка (Watasenia scintillans)

Контросвітлення є формою активного камуфляжа і означає освітлення тіла тварини або військового об'єкту власним джерелом світла у випадку, якщо навколишній фон є світлішим, ніж сама тварина чи об'єкт. Зокрема, контросвітлення використовують деякі види кальмарів, як-то кальмар-світлячок (Watasenia scintillans) і європейський кальмар (Abralia veranyi). Останній має органи випромінювання світла (фотофори), розкидані по всій нижній стороні; вони створюють блискуче світіння, яке запобігає появі тварини як темну фігуру, якщо дивитися знизу. Камуфляжне контросвтлення є ймовірною функцією біолюмінесценції багатьох морських організмів, хоча світло також виробляється для приваблення або виявлення здобичі та для сигналізації.
Контросвтлення рідко використовували у військових цілях. «Камуфляж розсіяного освітлення» був випробуваний Національною дослідницькою радою Канади під час Другої світової війни. Він передбачав проєктування світла на борти кораблів, щоб відповідати слабкому світінню нічного неба, вимагаючи незручних зовнішніх платформ для підтримки ламп. Канадська концепція була доопрацьована в американському проєкті «Вогні Єгуди» (Yehudi lights) і випробувана на літаках, включаючи B-24 Liberators і морські Grumman Avenger. Літаки були оснащені ліхтарями, спрямованими вперед, автоматично налаштованими відповідно до яскравості нічного неба. Це дозволило їм підлітати набагато ближче до цілі — на відстань до 3000 м — перш ніж їх помічали. Камуфляжне контросвітлення військових обєктів втратило своє значення після широкого впровадження радарів, і ані камуфляж розсіяного освітлення, ні «Вогні Єгуди» не надійшли в масове використання.

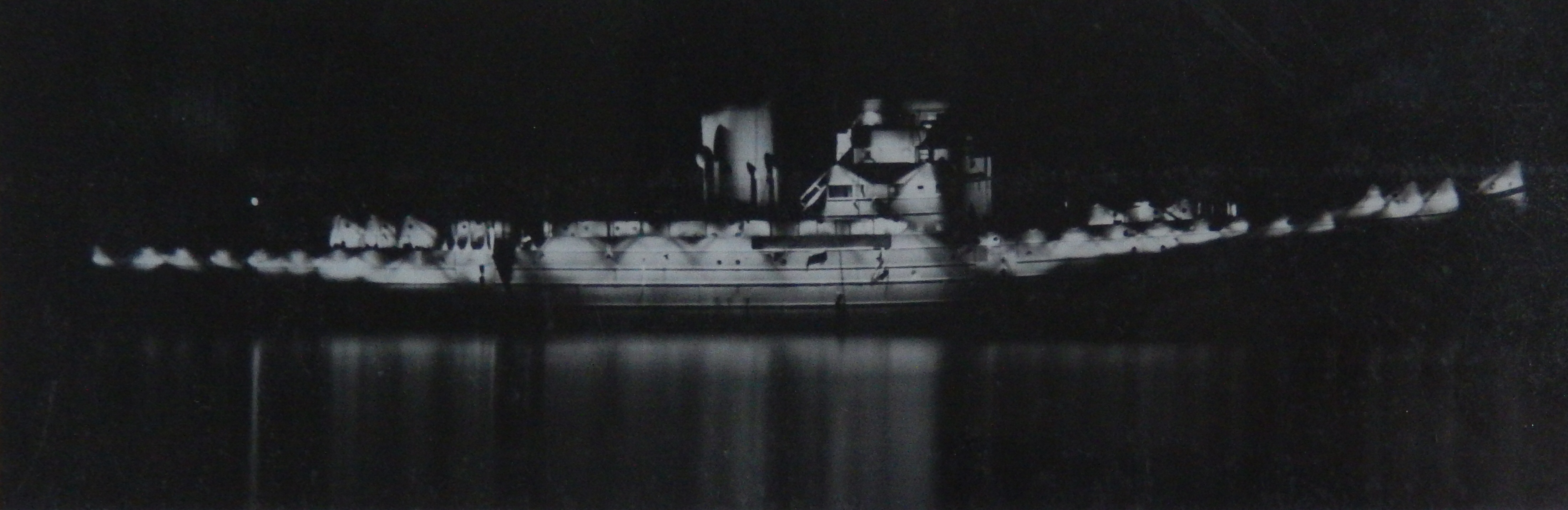
HMS Larg вночі з неповним камуфляжем розсіяного освітлення, 1942 р., встановлено на максимальну яскравість
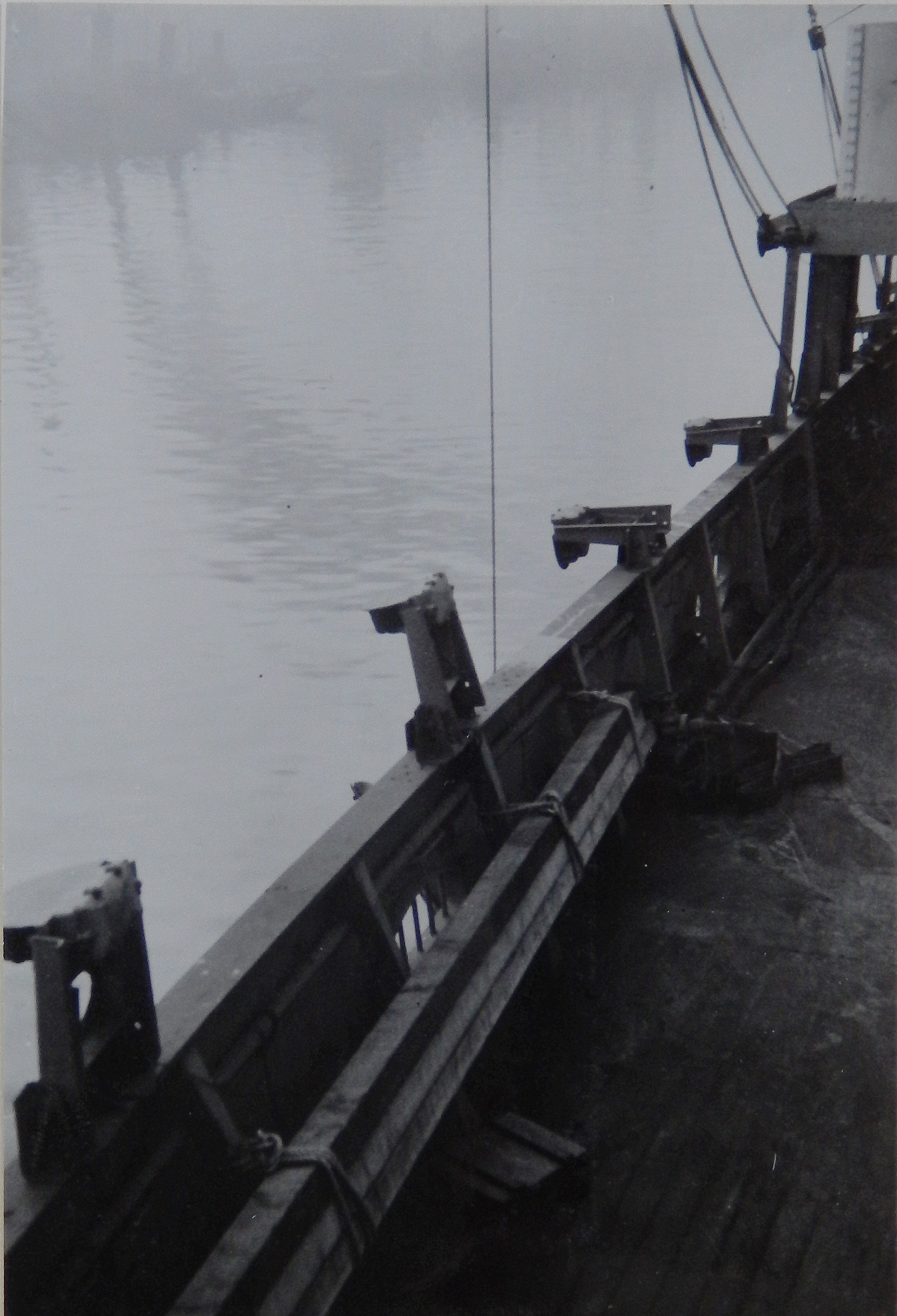
Ліхтарі підсвітки на планширі фальшборта HMS Largs (видно 4 з загальних 60, 2 піднято, 2 в робочому положенні)
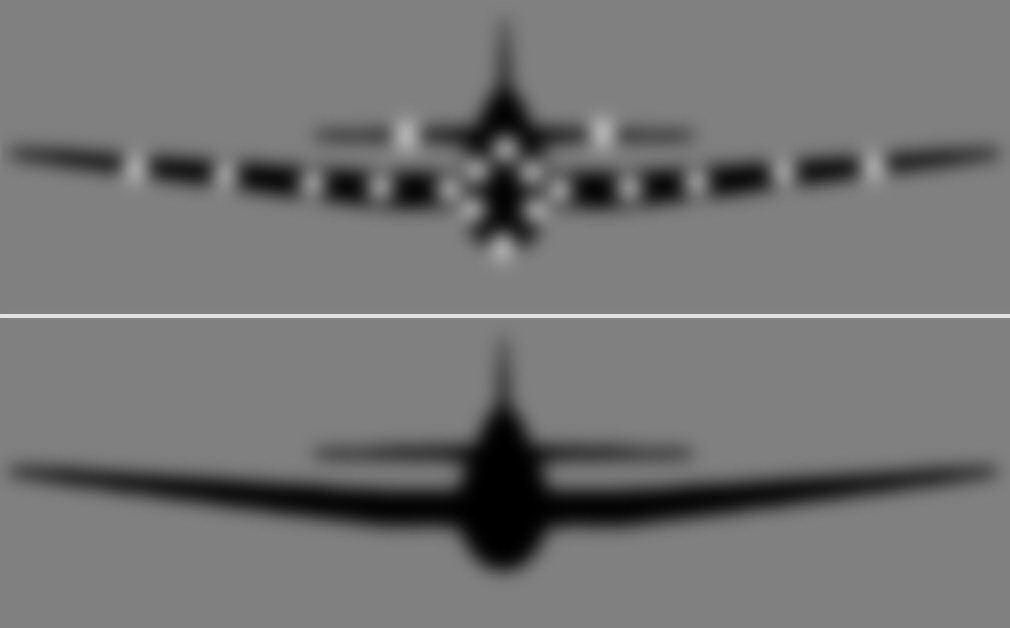
«Вогні Єгуди» на літаку Grumman Avenger дозволяли збільшити загальну яскравість літака, щоб зробити його подібнішим до фону неба.

### Відволікання
Багато тварин-хижаків мають помітні висококонтрастні мітки, які парадоксальним чином привертають погляд хижака. Ці відволікаючі мітки можуть служити камуфляжем, відволікаючи увагу хижака від розпізнавання здобичі в цілому, наприклад, не даючи хижаку ідентифікувати контур здобичі. Експериментально час пошуку блакитних синиць збільшився, коли штучна здобич мала відволікаючі позначки.

### Самодекорування
Деякі тварини активно прагнуть сховатися, прикрашаючи себе такими матеріалами, як гілочки, пісок або шматки черепашок з навколишнього середовища, щоб розбити свої контури, приховати особливості свого тіла та відповідати своєму фону. Наприклад, личинка ручейника будує декорований корпус і живе майже повністю в ньому; краб-декоратор покриває свою спину водоростями, губками та камінням. Німфа хижого жука редувія рядженого використовує задні лапи та «плюсну», щоб прикрасити своє тіло піском або пилом. На тілі є два шари щетини (трихоми). На них німфа поширює внутрішній шар дрібних частинок і зовнішній шар більш грубих частинок. Камуфляж може приховати жука як від хижаків, так і від здобичі.
Подібні принципи можуть бути застосовані у військових цілях, наприклад, коли снайпер носить костюм гілі, призначений для додаткового камуфлювання за допомогою матеріалів, таких як пучки трави з найближчого оточення снайпера. Такі костюми використовували ще у 1916 році, коли британська армія прийняла на озброєння снайперів «пальто строкатих відтінків і смуг фарби». Котт наводить приклад личинки смарагдової молі з плямами, яка прикріплює фрагменти листя до своїх спеціально зачеплених щетинок, щоб стверджувати, що військовий камуфляж використовує той самий метод, вказуючи, що «механізм… по суті той самий, що й широко застосовувався під час Першої та Другої світових війн для приховування не гусені, а гусеничних тягачів, гарматних позицій, спостережних постів тощо».

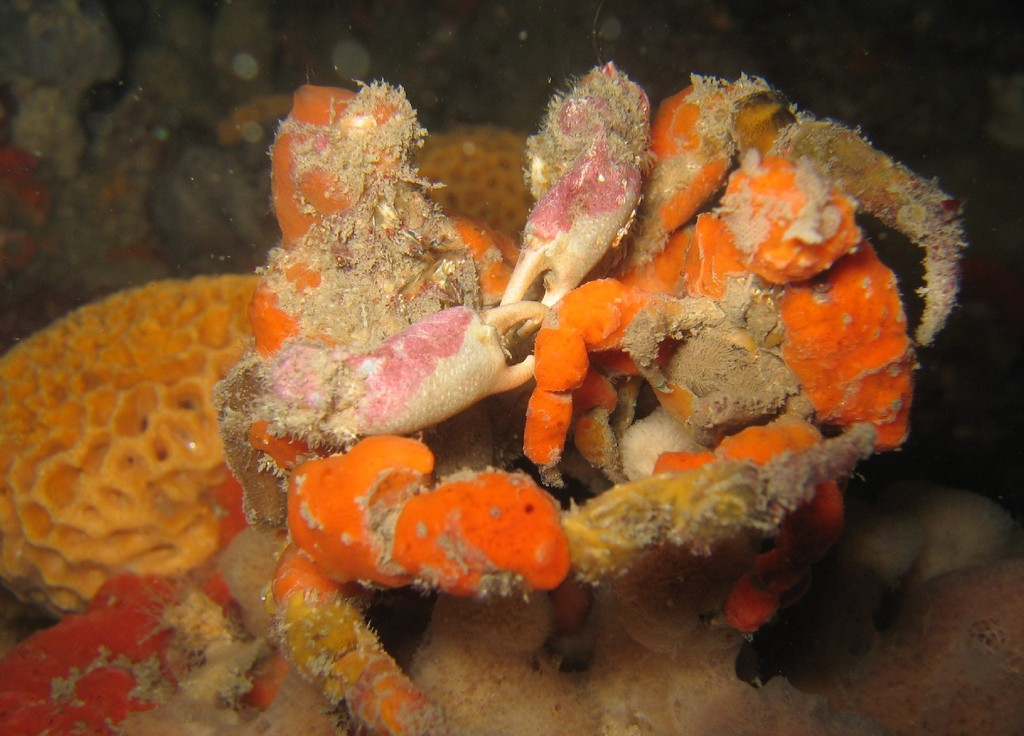
Цей краб-декоратор (Hyastenus elatus) вкрив своє тіло губками.
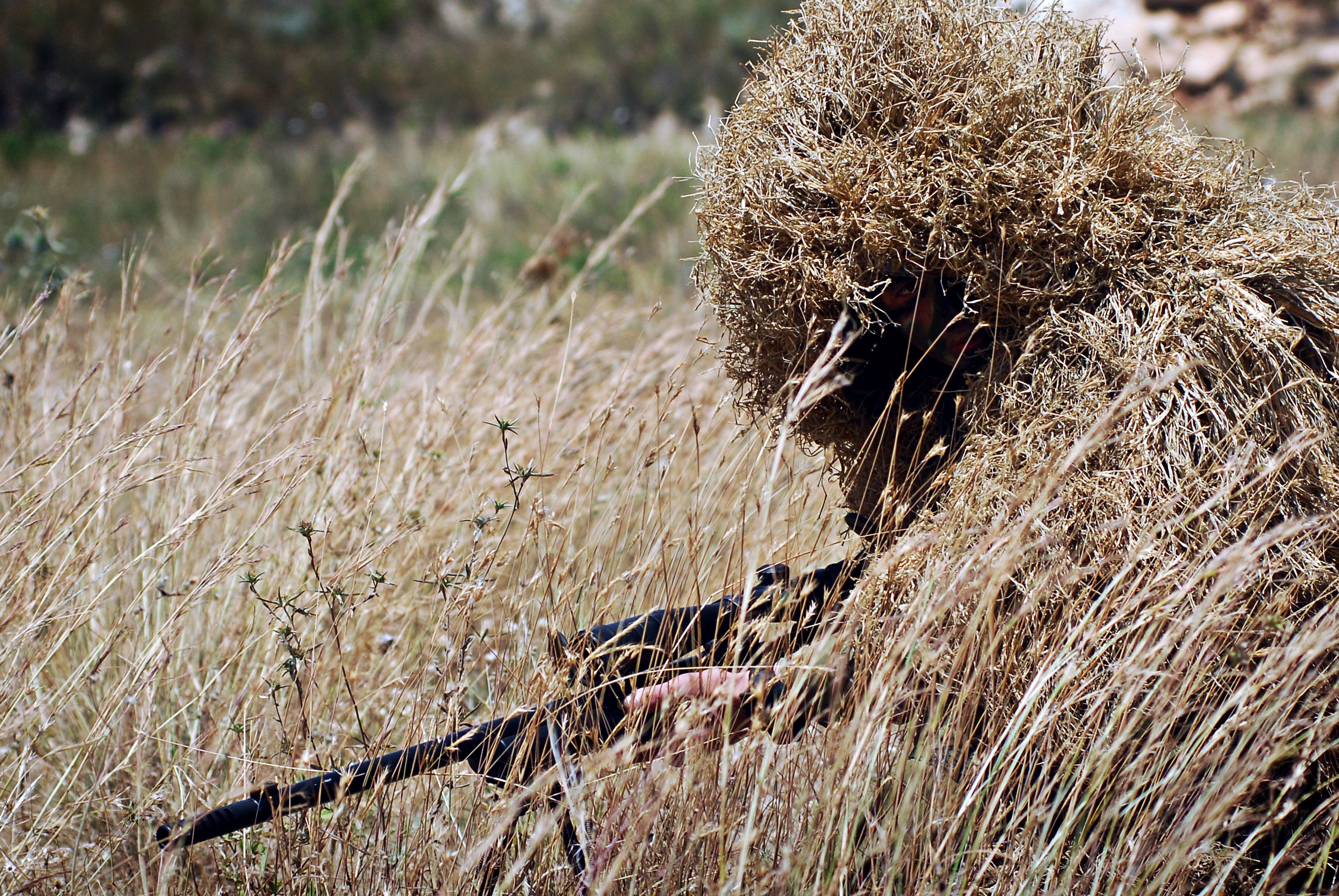
Снайпер в костюмі Ghillie з рослинними матеріалами
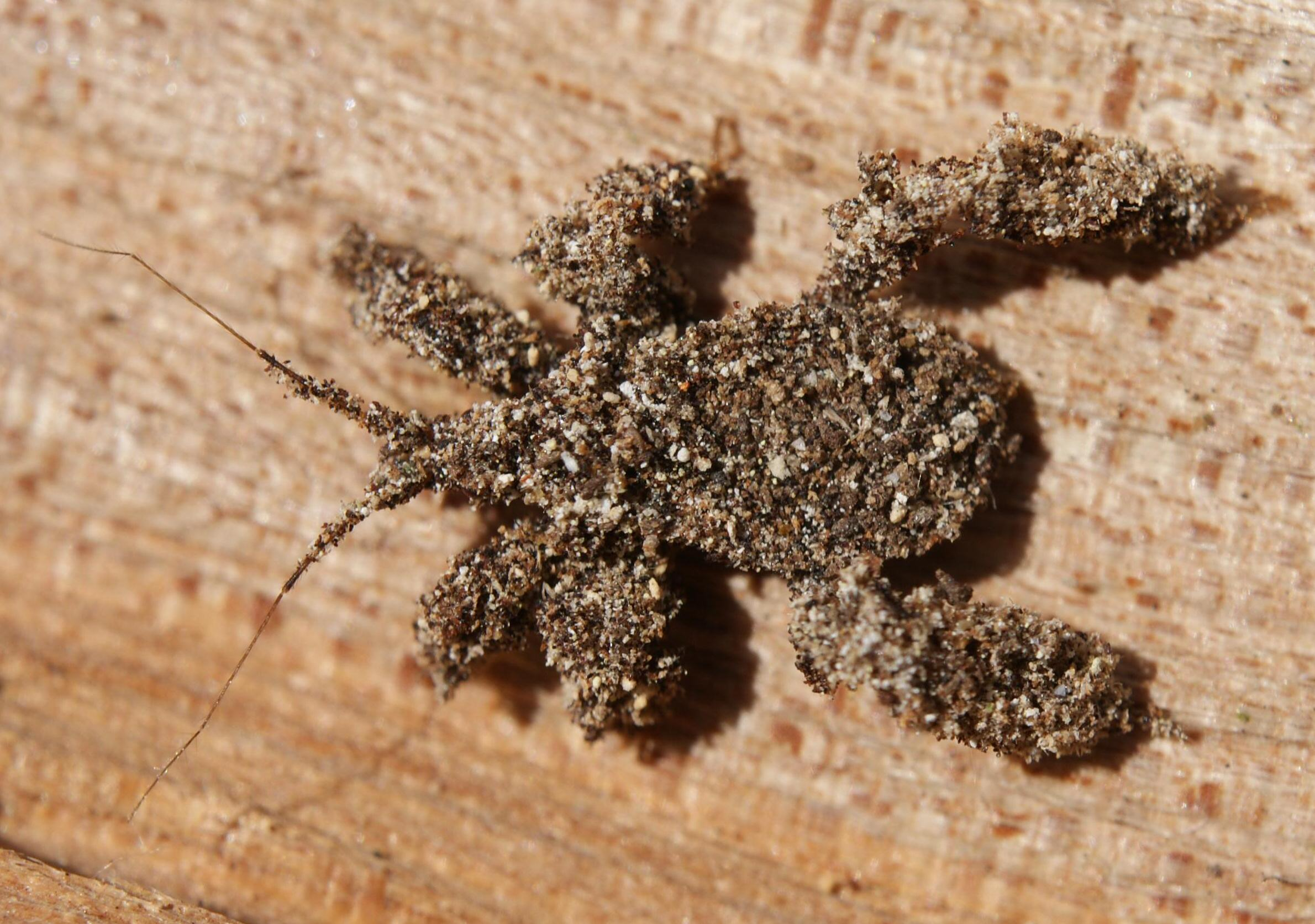
Німфа хижого жука редувія рядженого (Reduvius personatus), закамуфльована піщинками
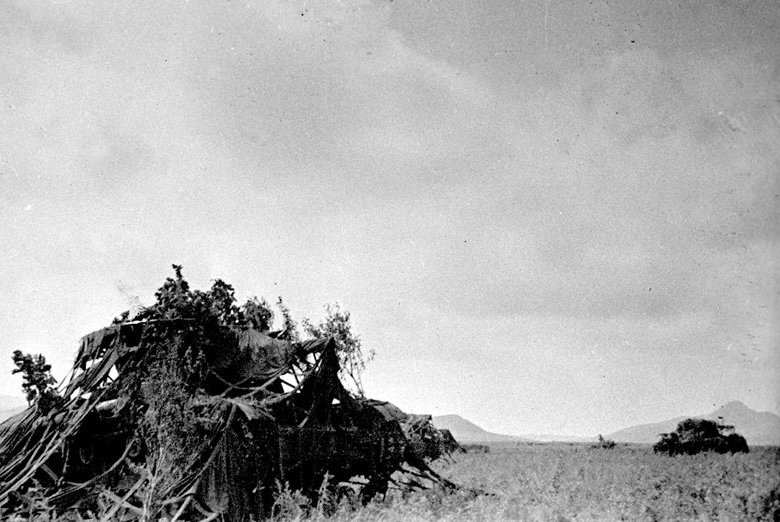
Радянські танки під сіткою, вкритою рослинністю, 1938 рік

### Сріблення

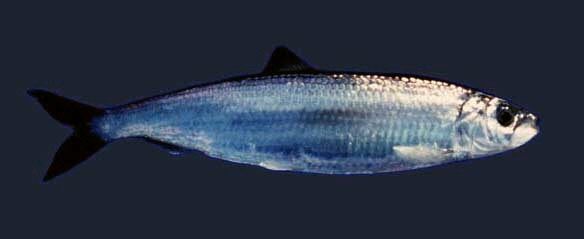
Дорослий оселедець Clupea harengus — типова срібляста риба середньої глибини, замаскована сріблення.

Там, де неможливо досягти прозорості, її можна ефективно імітувати срібленням, щоб зробити тіло тварини «дзеркальним». На середніх глибинах у морі світло надходить зверху, тому дзеркальна поверхня, орієнтоване вертикально, робить тварин, наприклад риб, невидимими збоку. Більшість риб, що мешкають у верхніх шарах  океану, таких як сардини та оселедеці, закамуфльовані срібленням.

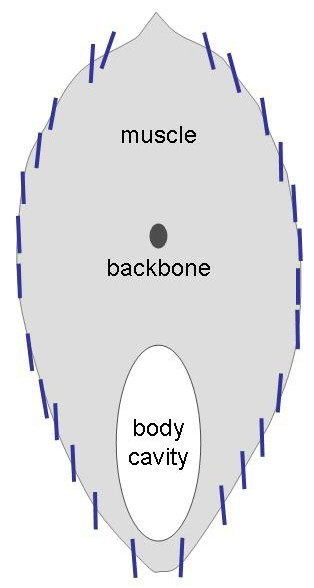
Світловідбивачі оселедця розташовані майже вертикально для маскування збоку.

Морська риба Marine hatchetfish надзвичайно сплощена з боків, залишаючи тіло товщиною лише кілька міліметрів, а тіло настільки сріблясте, що нагадує алюмінієву фольгу. Дзеркала складаються з мікроскопічних структур, подібних до тих, що використовують для надання структурного забарвлення: стопки від 5 до 10 кристалів гуаніну, розташованих приблизно на 1⁄4 довжини хвилі один від одного для конструктивної інтерференції та досягнення майже 100-відсоткового відбиття. У глибоких водах, у яких живе Marine hatchetfish, тільки блакитне світло з довжиною хвилі 500 нанометрів просочується вниз і потребує відбиття, тому дзеркала на відстані 125 нанометрів забезпечують хороший камуфляж.
У таких риб, як оселедець, які живуть на мілководді, дзеркала мають відображати суміш довжин хвиль, і риба, відповідно, має кристалічні стопки з діапазоном різних відстаней. Ще одна складність для риб із заокругленим у поперечному перерізі тілом полягає в тому, що дзеркала будуть неефективними, якщо їх покласти на шкіру, оскільки вони не відображатимуть горизонтально. Загальний дзеркальний ефект досягається за допомогою багатьох маленьких відбивачів, усі орієнтованих вертикально. Крім риб, сріблення зустрічається також в інших морських тварин. Головоногі молюски, включаючи кальмарів, восьминогів і каракатиць, мають багатошарові дзеркала, виготовлені з білка, а не з гуаніну.

## Військова справа

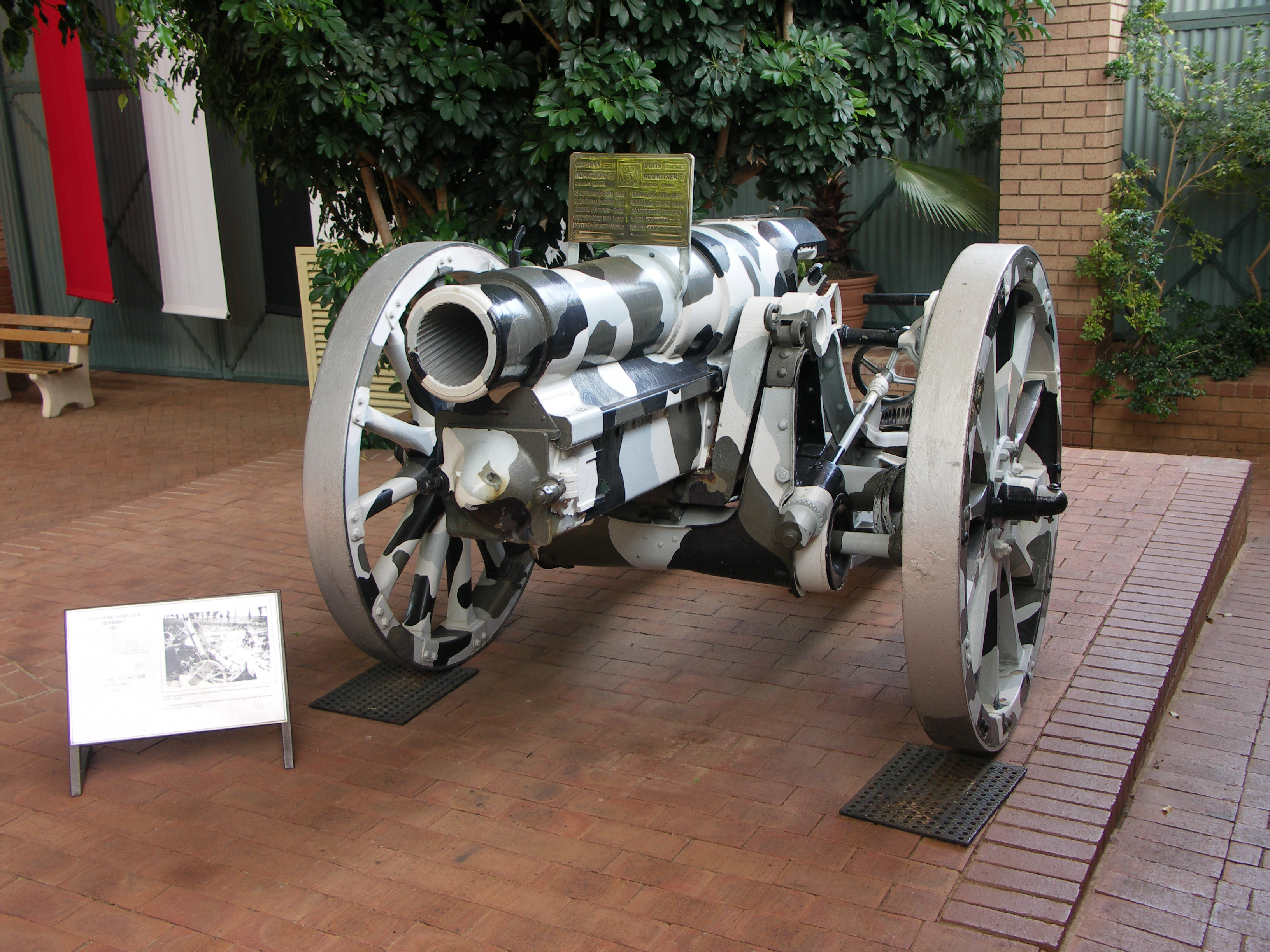
Німецька 15-см гаубиця sFH02 1917 року (Національний музей військової історії Південної Африки)

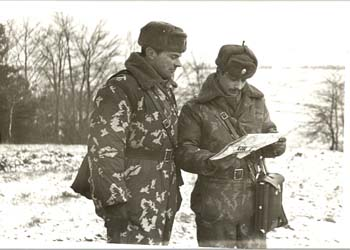
Радянські офіцери в зимовій польовій формі з камуфляжем Березка, навчення на Лібавському полігоні, зима 1985

У військовиків камуфляж буває як однотонним так і різнокольоровим. В XIX столітті — під час Повстання сипаїв британські колоніальні війська в Індії перейняли колір хакі (з перської — «кольор пилу»). Польові військові однострої стали цілеспрямовано шитися з тканини захисно-маскувального кольору наприкінці XIX — на початку XX століття. Форма кольору хакі успішно показала себе на полі бою в південноафриканській англо-бурській війні 1899—1902 рр., Незабаром її перейняли армії інших країн і широко використовували протягом Першої світової війни.
В 1909 році американський художник Еббот Теєр випустив книгу «Забарвлення в тваринному світі» (Coloration in the Animal Kingdom). Описані в ній принципи послужили основою для створення теорії наукової мімікрії, на основі якої розроблені принципи військового камуфляжу. Під час Першої світової війни британський художник і офіцер військово-морського флоту Норман Вілкінсон розробив особливу схему маскування для військового флоту — так званий «Сліпучий камуфляж» (іноді використовують загальніший термін «Деформаційний камуфляж»). Цей камуфляж не намагався заховати судно, а утруднював оцінку відстані до нього, його швидкості та курсу.
1929 року в Італії була запущена у масове виробництво Telo mimetico (дослівно з італійської — камуфляжна тканина), яку використовували спочатку для виробництва тентів-наметів, а пізніше і для содатської уніформи. Telo mimetico знана тим, що вона є першою моделлю камуфляжної тканини, запущеній у масове виробництво, а сам малюнок (модель) камуфляжу — таким, який використовували протягом найдовшого часу у світі.
1939 року французький художник російського походження Володимир Баранов-Росіне запатентував плямисту військову форму («пуантилістично-динамічний камуфляж», «хамелеон-метод»).

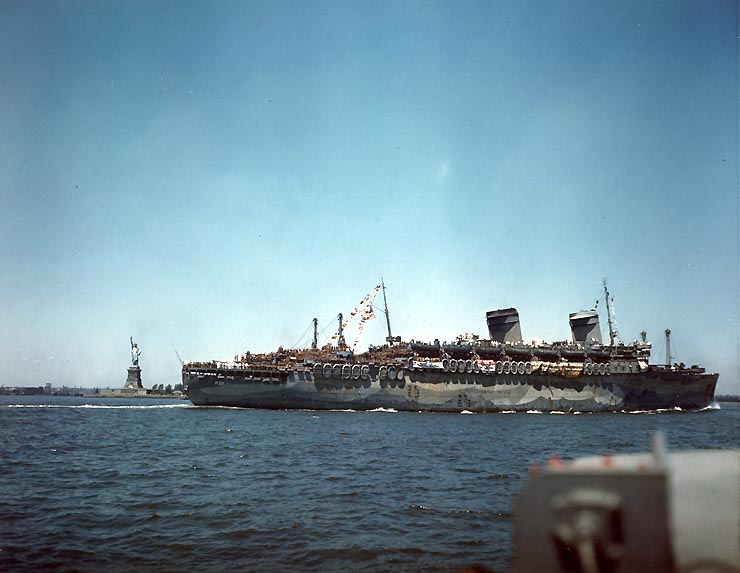
USS West Point пофарбований у камуфляжний колір (липень 1945)

Всі принципові схеми армійських камуфляжних малюнків розроблялися під конкретну місцевість, на якій знаходяться військовослужбовці, з урахуванням нормативних вимог до маскування на відкритій місцевості. За основу береться людський зір в світлий час доби. Він є точкою відліку при складанні колірної насиченості малюнка, його геометричної побудови, контрастності між межують фрагментами. Силові структури всіх держав часом прийшли до використання камуфляжних малюнків для виготовлення військового екіпірування, щоб уберегти особовий склад при веденні бойових дій.

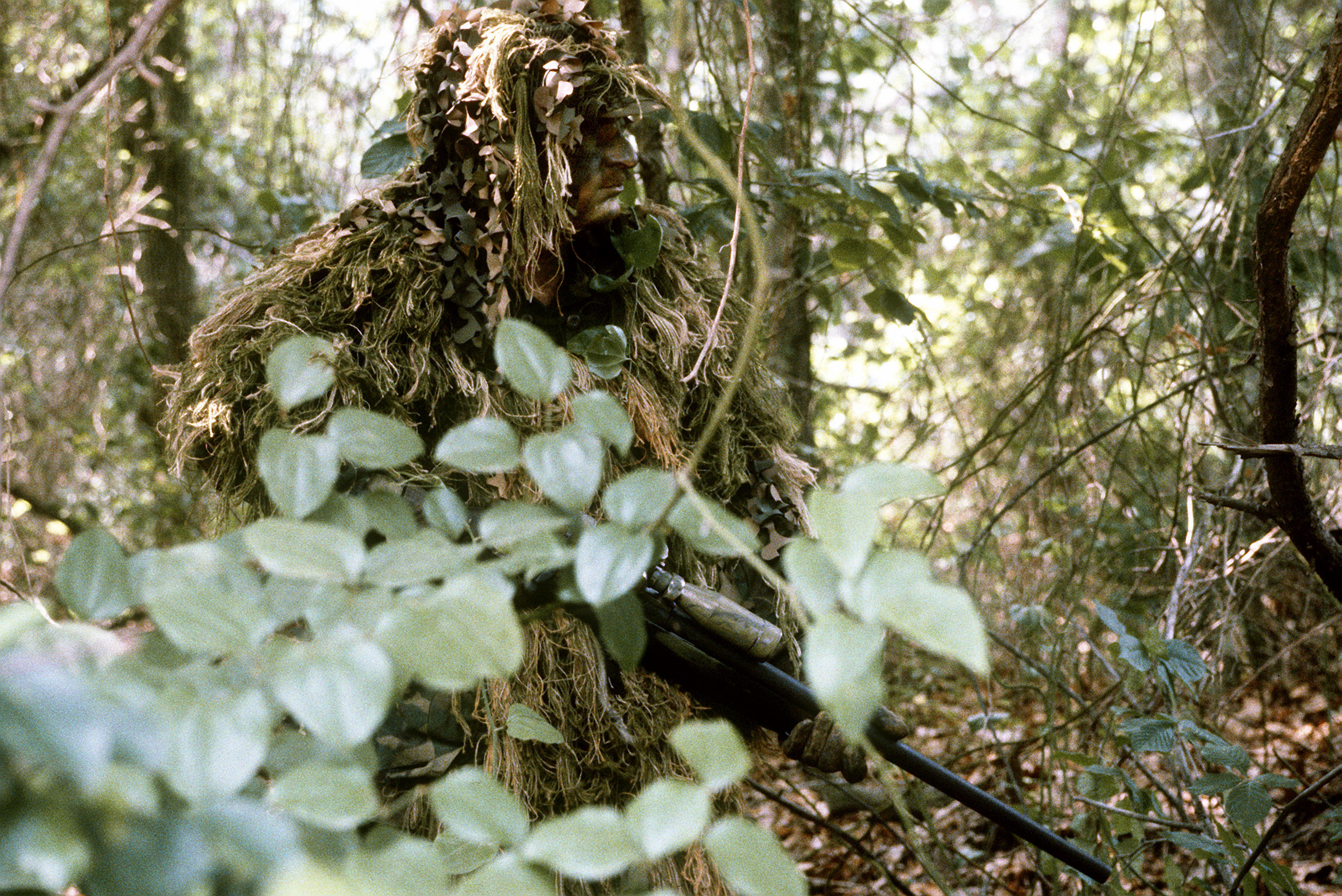
Снайпер у камуфляжі Ghillie.

До початку Другої світової війни камуфляж широко використовували у всіх родах військ із урахуванням географічних особливостей місця передбачуваного бою. Під час Другої світової війни використовували сніговий камуфляж — білі маскхалати, які вдягали на шинелі. В СРСР камуфляжна форма до початку Другої світової видавалась для прикордонників, снайперів, саперів, розвідників і диверсантів. Це були маскувальні костюми з нерівними плямами (в формі амеби) коричневого або чорного кольору на тлі кольору хакі або зеленому. 1944 року з'явилися камуфляжні костюми світло-зеленого кольору з брудно-сірим малюнком, що імітує листя, або з малюнком, що нагадує нинішній «цифровий» камуфляж.
Після війни потреба робити камуфляжну форму майже відпала. Однак наприкінці 1950-х рр. у зв'язку із військовими діями в Індокитаї (Перша індокитайська війна, В'єтнамська та Корейські війни) камуфляжний бум відновився. Для армії США тоді пошили  43 маскувальних комплекти, серед них: «пустеля», «ліс», «джунглі», «зима» та інші.
Американці використовували камуфляж ще до війни у В'єтнамі, під час Другої світової існував камуфляж «Frog Skin», який використовувала 2 бронетанкова дивізія під час «Операції Кобра», але зі збільшенням кількості випадків «дружнього вогню» через схожість з камуфляжем Ваффен-СС Erbsenmuster, цей камуфляж був знятий з озброєння на європейському театрі бойових дій і надалі американці обмежувалися прикріпленням до своїх шоломам гілочок, трави, листя (можливо — через складнощі з розрізненням під час бойових дій своїх).

В 1984 році створений «цифровий» камуфляж: на солдатську форму нанесений малюнок, схожий на конфігурацію пікселів на екрані монітора. Такий малюнок заважає оку фіксуватися на об'єкті, змушуючи сприймати його як «білий шум» і так само, як засліплюючий камуфляж, заважає визначити форму і рух обєкта.

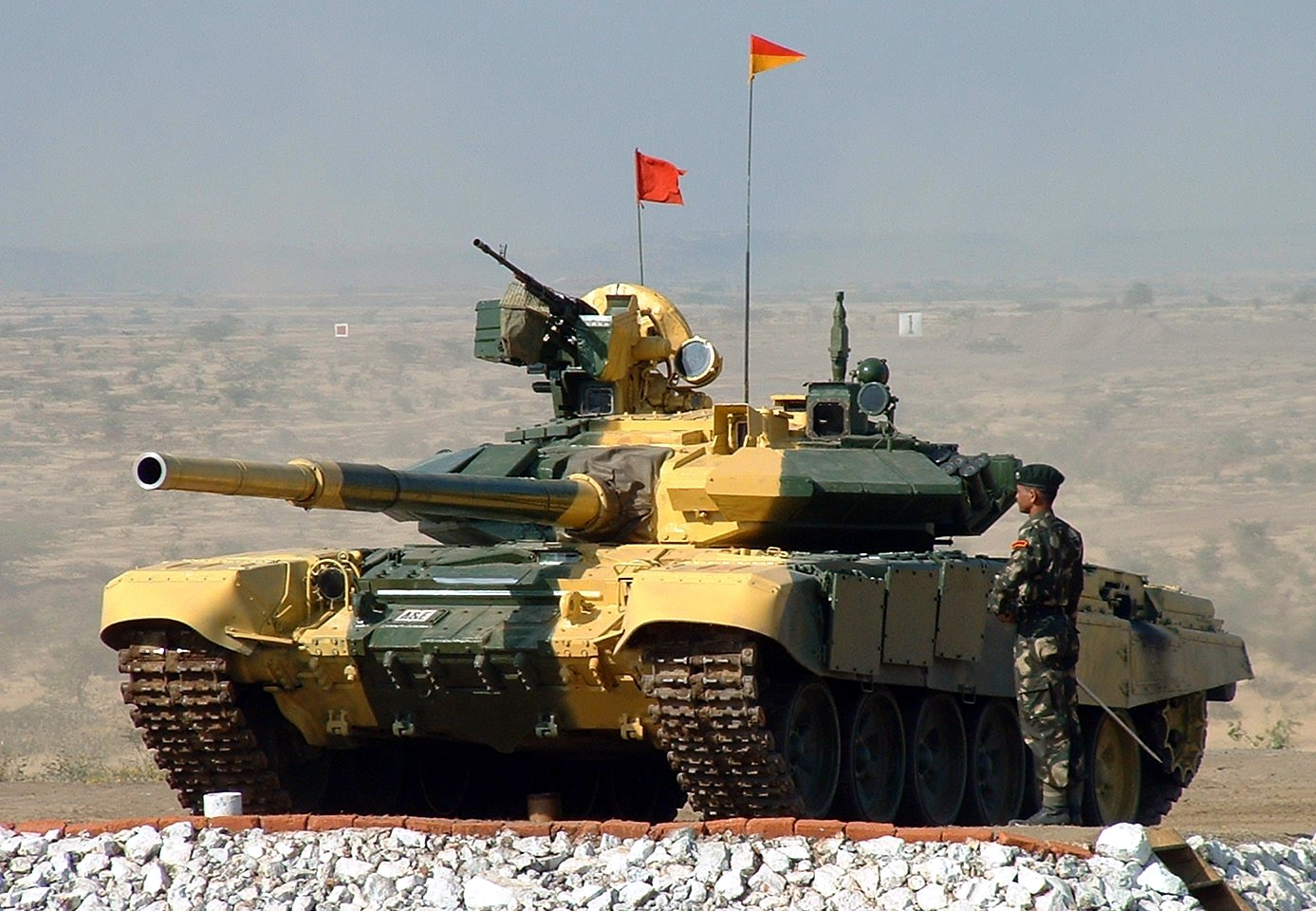
Камуфляжне забарвлення танку ЗС Індії
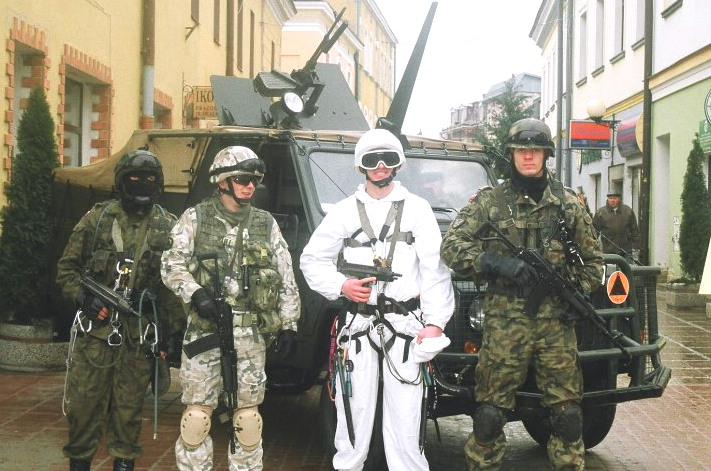
Різні види камуфляжу для лісу, пустелі і снігу
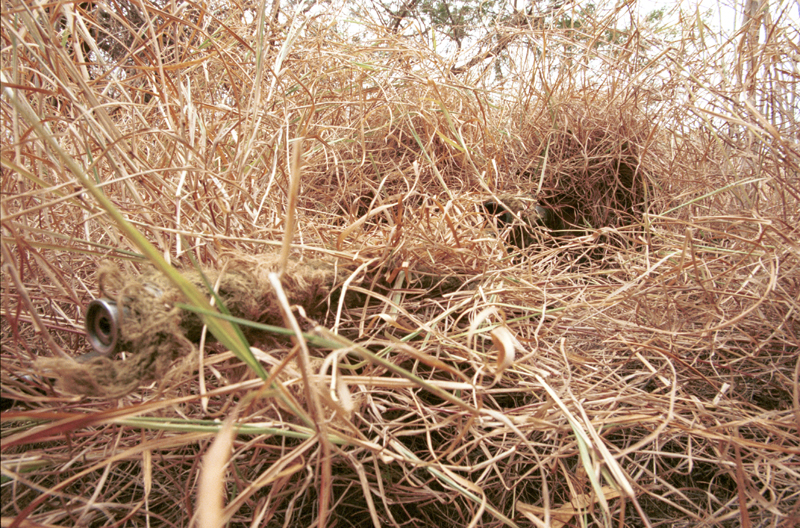
замаскований снайпер
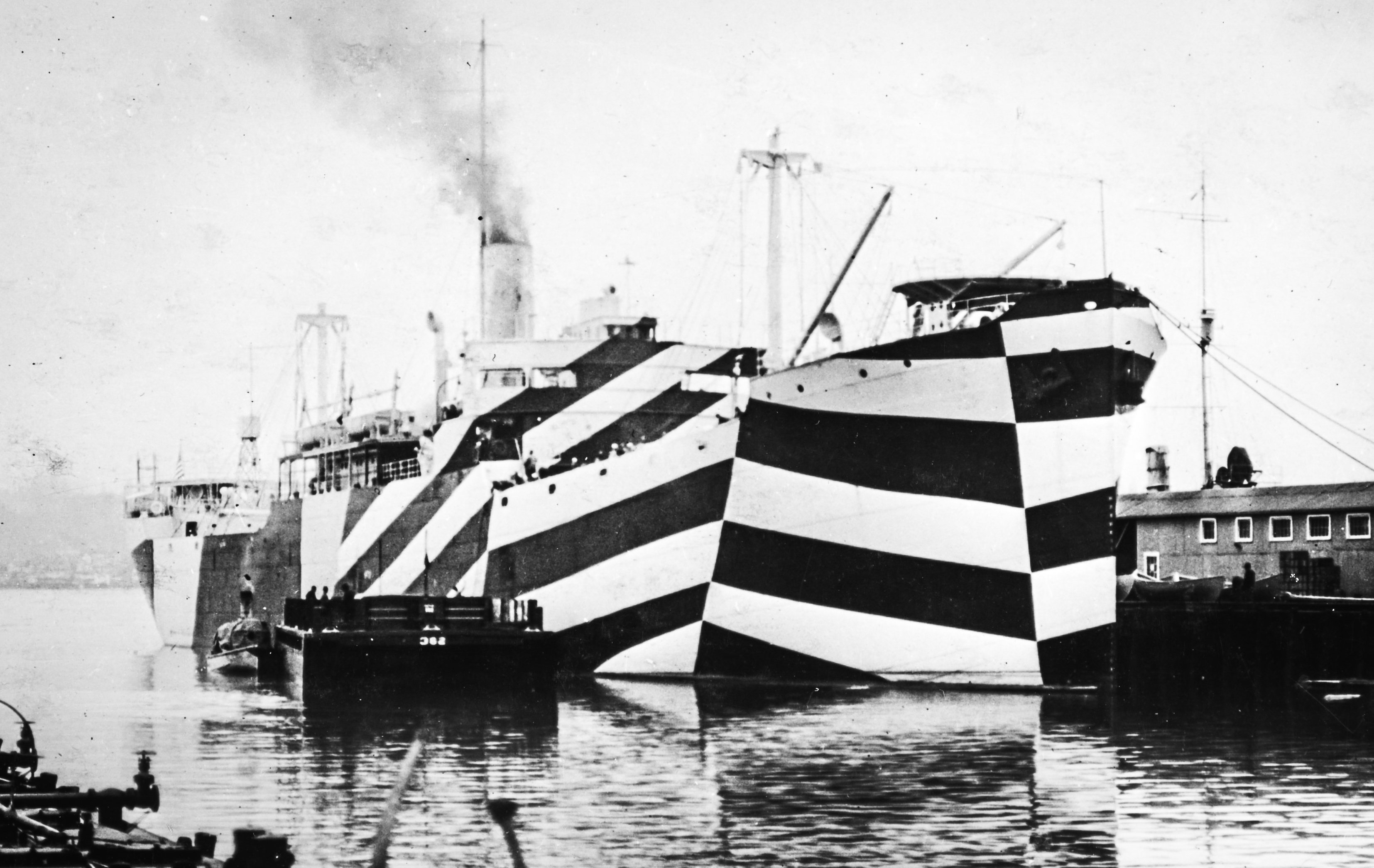
USS Mahomet в засліплюючому камуфляжі
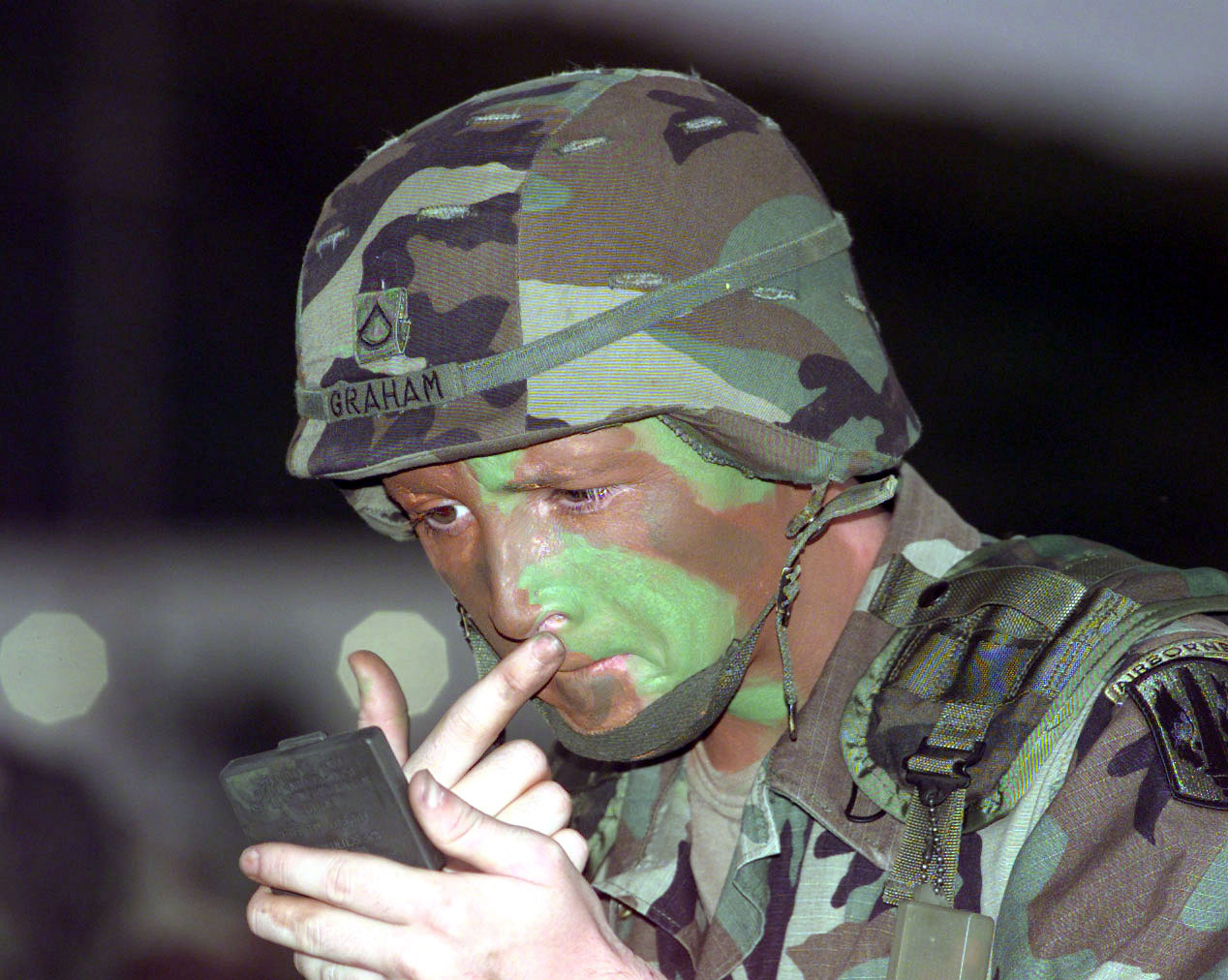
Солдат наносить на обличчя деформаційний камуфляж

## Виноски
1. ↑  До 1860 року незабруднені стовбури дерев часто були вкриті блідими лишайниками; забруднені стовбури були голі, а часто майже чорні.
2. ↑  Ці відволікаючі позначки іноді називають мітками засліплення, але вони не мають нічого спільного з засліпленням у русі чи сліпучим камуфляжем часів війни